# Bois des Contes

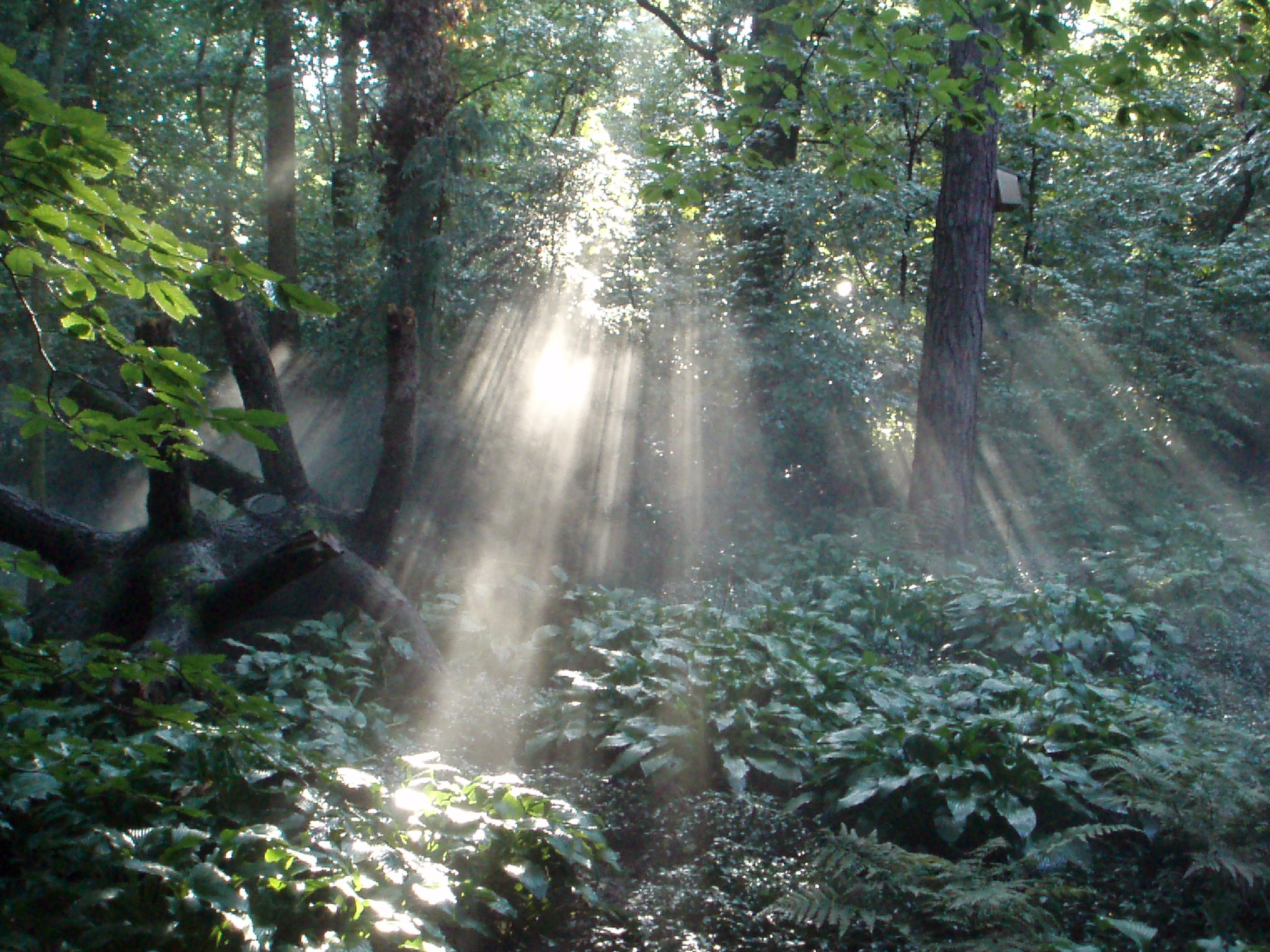
Vue de la forêt d'Efteling.

Le Bois des Contes (en néerlandais : Sprookjesbos) est une attraction située dans une section boisée du parc d'attractions Efteling, aux Pays-Bas, basée sur l'univers des contes européens. Depuis 31 mai 1952, le parc met en scène dans cette zone forestière de six hectares différents contes par la construction de saynètes, de bâtiments ou d'installations inspirées directement des contes des frères Grimm, d'Andersen ou encore de Charles Perrault.

## Histoire

### Les pères fondateurs
Pour la construction du Bois des contes qui dure deux ans, trois personnes sont importantes ; Rein van der Heijden, Peter Reijnders et Anton Pieck. En 1992, un monument posthume en forme de pilier triangulaire est construit en leur honneur.

#### Van der Heijden
Dans les années 1950, Rein van der Heijden — bourgmestre de Loon op Zand — est convaincu que le futur du tourisme se ferait grâce au Nature Park Efteling. Sa municipalité investit 400 000 florins (180 000 €) pour creuser les étangs et créer les sentiers du parc. Des plans pour un restaurant et une piscine sont également créés. Ils sont également mis en chantier.

#### Peter Reijnders
À une réunion de famille en 1951, la femme de Van der Heijden demande à son frère Peter Reijnders, un réalisateur et inventeur amateur s'il avait des idées pour Efteling. Reijnders avait développé un projet de parc en l'honneur du soixantième anniversaire de Philips. Son idée est de faire la même chose dans Efteling, en plus grand, de meilleure qualité et durable. Il devient alors artiste et inventeur pour la création du Bois des contes.

#### Anton Pieck
Reijnders veut allier ses qualités techniques avec l'esthétique de l'illustrateur Anton Pieck. Ce dernier n'est pas convaincu du projet dans un premier temps, pensant que ces réalisations seraient temporaires et faites de carton-pâte. Reijnders insiste et Anton Pieck finit par accepter. Il commence alors les schémas des bâtiments qu'il veut aussi authentiques que possible. Il précise qu'il ne veut que de vraies briques, tuiles et planches de bois pour les constructions, pas de carton-pâte. Reijnders tient ses promesses et leur collaboration devient fructueuse au point que Pieck fait des centaines de dessins représentant les contes de fées mais également des bancs, des réverbères, des poubelles et des bâtiments pour abriter les toilettes. Toutes les réalisations ultérieures seront fidèles à l'esprit de l'illustrateur et respecteront son héritage.

## Ouverture

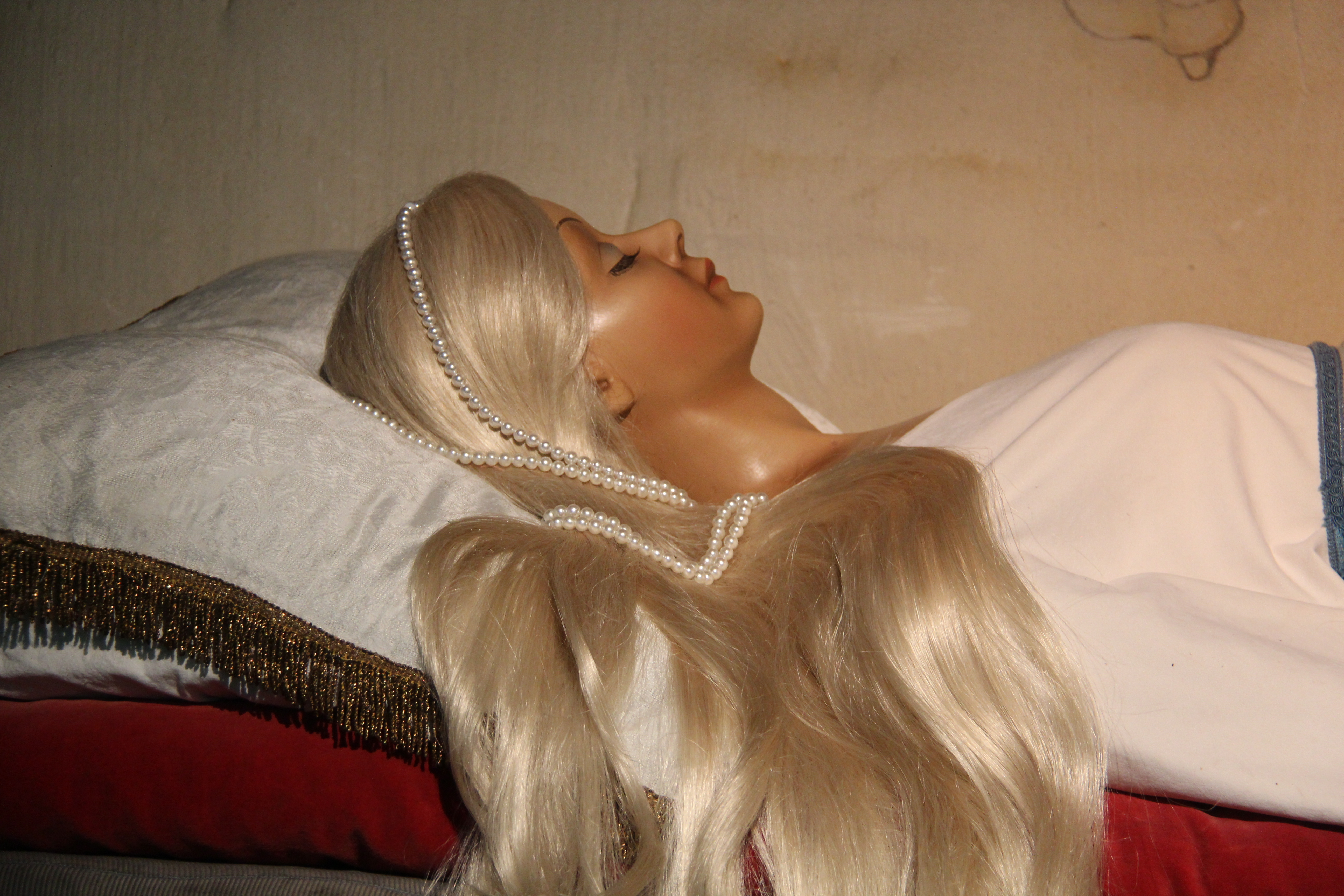
Belle au bois dormant, Efteling

270 000 florins (122 500 €) sont investis par la municipalité pour la réalisation du Sprookjesbos. L'inauguration a lieu le 31 mai 1952. Le bois comprend à son ouverture la représentation de dix contes dont l'esthétique revient au crayon d'Anton Pieck et la technique revient à Peter Reijnders. Les champignons musicaux qui bordent les sentiers du Bois datent aussi de l'ouverture. Leur nombre augmente lors d'inauguration de contes et ils sont actuellement une vingtaine. L'accompagnement musical de ceux-ci est assuré par le menuet baroque de clavecin du compositeur Christian Petzold.

### Les premières scènes
Cela prend approximativement deux ans pour développer et établir les dix premiers contes de fées. Les dix premiers contes sont les suivants : Le Rossignol et l'Empereur de Chine, Le château de La Belle au bois dormant, Le village des lutins, Petite commission, Le Roi Grenouille, L'horloge magique, Le puits de Dame Holle, Les six serviteurs et Blanche-Neige.
Au fil des années, Efteling remanie le concept en gardant l'esprit d'origine, rénove les différents contes et ajoute régulièrement d'autres représentations de contes. Certains sont remplacés, d'autres améliorés ou refaits. Le bois en compte dorénavant trente.

## Description des contes du bois
Le Bois des contes est situé dans la section Marerijk du parc. Appelé en français « Royaume Magique » ou encore « Royaume de la Magie », il se trouve dans la partie occidentale du parc. Cette section est celle des contes de fées, des créatures fantastiques et de la nostalgie.

### 1952 – Le château de la Belle au bois dormant

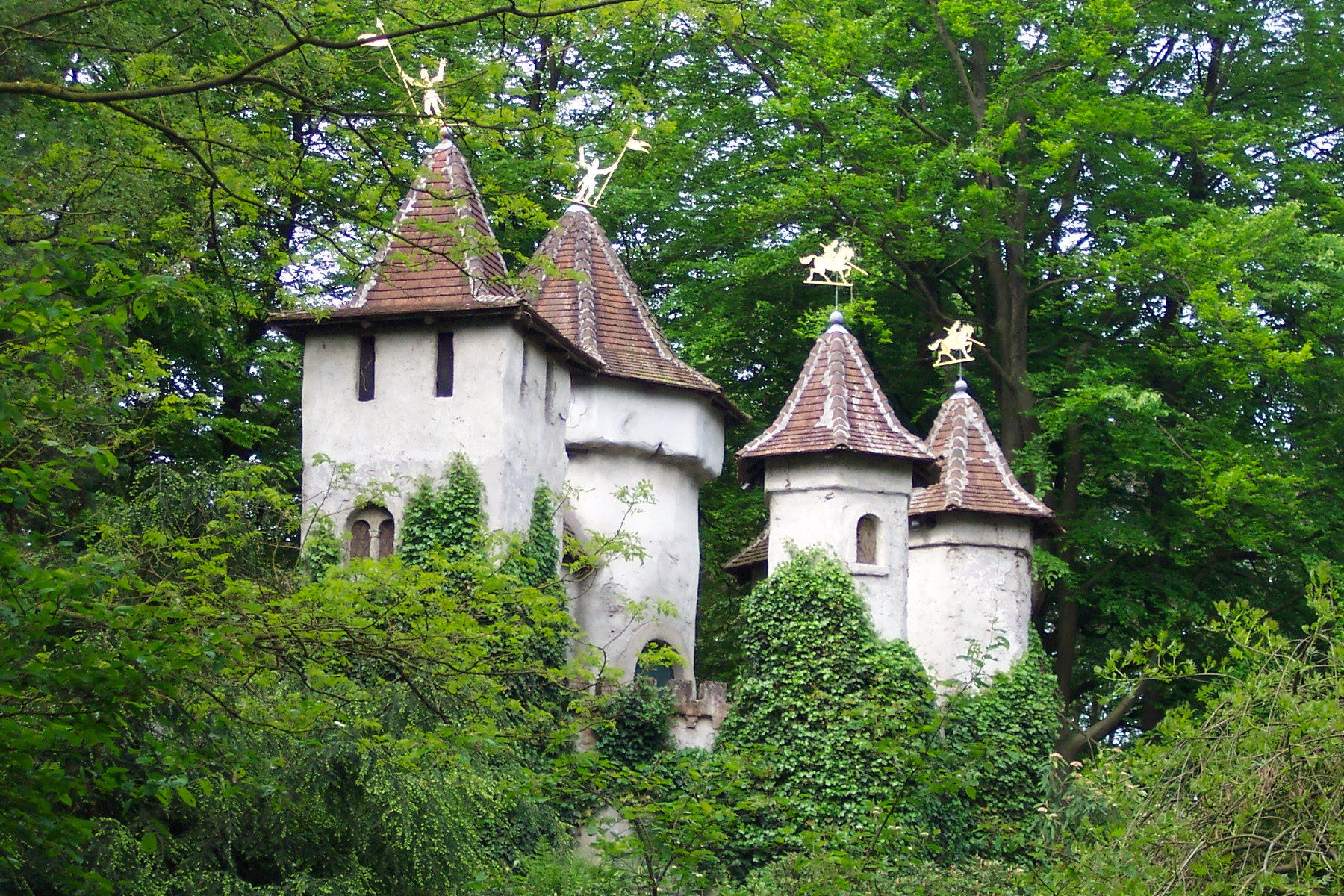
Le château de la Belle au bois dormant.

#### Histoire et caractéristiques de l'attraction
Inspiré du conte de La Belle au bois dormant ((nl) Doornroosje) de Charles Perrault et dessiné par Anton Pieck à son ouverture, le conte a bénéficié des améliorations de Ton van de Ven.
Le château fait partie des dix premiers contes représentés en 1952. En 1953, une des salles du château fut décorée et les personnages de la Belle au bois dormant, un des gardes endormis ainsi que le chef cuisinier et son marmiton, furent ajoutés. Le château fut complètement rénové en 1981, le lierre qui commençait à envahir le décor fut taillé, le garde fut changé et une scène avec l'animatronique de la vieille au rouet fut ajoutée.
En 2003 et 2004, les planches du Théâtre Efteling accueillirent la comédie musicale La Belle au bois dormant.

#### Résumé du conte
À l’occasion du baptême de la princesse, le roi et la reine organisent une fête somptueuse, invitant famille, amis et sept fées marraines (ou trois fées selon les versions) bienveillantes de l'enfant. Chacune d'elles offre un don à la princesse : beauté, grâce, etc. Brusquement une vieille fée, qui n’a pas été invitée, se présente et lance à la princesse un charme mortel : la princesse se piquera le doigt sur un fuseau et en mourra. Heureusement, une des jeunes fées marraines qui s'était cachée pour parler en dernier atténue la malédiction : « Au lieu d’en mourir, elle tombera seulement dans un profond sommeil qui durera 100 ans, au bout desquels le fils d’un roi viendra la réveiller. »
Pour protéger sa fille, le roi fait immédiatement interdire de filer au fuseau ou d’avoir un fuseau sous peine de mort. Pourtant, vers ses quinze ans, dans une partie reculée du château, la princesse découvre une vieille fileuse qui ne connait pas l’interdiction. Elle se pique aussitôt au fuseau et s’endort, en même temps que tous les habitants du château. Au cours des ans, celui-ci est recouvert de végétation. Il n’est redécouvert qu’après 100 ans, lorsqu’un fils de roi y pénètre et réveille la princesse.

### 1952 – La Place des Hérauts

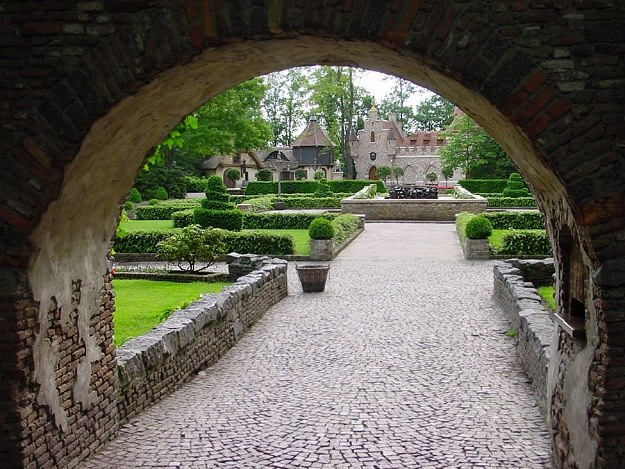
La Place des Hérauts.

Dessinée par Pieck et Henny Knoet, la Place des Hérauts ((nl) Herautenplein) est un grand square fleurit et bucolique avec des buis taillés, fontaine, petits bancs, réverbères, rosiers, oiseaux multicolores entouré partiellement par un mur de pierres d'une autre époque. Il est situé au milieu du bois et comprend en son sein quelques bâtisses représentant des contes comme le château de la belle-mère de Blanche Neige, le manoir de Cendrillon et l'auberge d’Aliboron, le petit âne mais aussi Opa Gijs ainsi qu'un point de restauration. Le nom d'origine du lieu était la Place du château (Kasteelplein). La Place des Hérauts n'est pas un conte à proprement parler mais elle en regroupe plusieurs. Ils sont les suivants : La petite table, l'âne et le bâton, Blanche Neige, La robe de mariée de Geneviève, Cendrillon, Le roi grenouille et L'horloge magique.

### 1952 – Le Roi Grenouille

#### Histoire et caractéristiques de l'attraction
Inspiré du conte Le Roi Grenouille ou Henri de Fer ((nl) De Kikkerkoning ; (de) Der Froschkönig oder der eiserne Heinrich) des frères Grimm. Dessiné par Anton Pieck.
Ce conte est représenté par une fontaine. Quatre grenouilles l'alimentent et le globe d'or flotte dans le jet d'eau principal. Ce conte est un des rares à ne pas être animé par animatronique.

#### Résumé du conte
Il était une fois une belle princesse qui vivait dans un magnifique royaume. Chaque jour, elle pouvait choisir ce qu’elle allait faire, et chaque jour, elle choisissait de jouer dans le jardin du palais avec sa balle. La princesse lançait sa balle très haut dans le ciel et la rattrapait. Toute la journée, pendant des heures. Jusqu’au jour où… la petite princesse regarda de l'autre côté et « Plouf »… sa belle petite balle d’or atterrit dans l’eau. Heureusement, elle rencontra une grenouille qui accepta de l'aider. « Croac! » Elle repêcha la balle dans le fond de l’eau en échange de son amitié. La princesse promit qu’elles seraient amies. Mais elle n’en fit rien. Dès qu’elle eut récupéré sa balle, elle courut vers le palais. Ce soir-là, on frappa à la porte du palais. « Croac! Ouvre… C’est moi, la grenouille! » La grenouille venait chercher sa récompense. Elle dîna à la table royale et but dans un godet en or. La grenouille voulut ensuite un baiser de la princesse. « Beurk, c'est répugnant! » Mais la princesse finit par accepter et un phénomène étrange se produisit…

### 1952 – Blanche-Neige

#### Histoire et caractéristiques de l'attraction
Inspiré du conte Blanche-Neige ((nl) Sneeuwwitje ; (de) Schneewittchen) des frères Grimm. Dessiné par Anton Pieck, Van de Ven et Knoet.
Le conte a été rénové en 1975. Ce conte fut d'abord illustré par les statues de Blanche-Neige et des nains. L'aspect de la grotte dans laquelle ses personnages sont présents fut réellement amélioré en 1975. Cette même année, vinrent les nains animatroniques.
En 1999, le château de la belle-mère apparut. C'est un apport important au conte. Le visiteur y croise le miroir avec le reflet de la belle-mère sous ses différents aspects (jusqu'à la sorcière repoussante). Les effets spéciaux prennent une place dans la narration. Henny Knoet réalisa ce château. Celui-ci et la grotte se visitent en walkthrough.
Ce conte est aussi représenté dans les vitrines du Musée Efteling grâce à la présence d'une pomme empoisonnée.

#### Résumé du conte
Une reine se désolait de ne pas avoir d'enfant. Un jour d’hiver, alors qu'elle était assise près d'une fenêtre au cadre d'ébène, elle se piqua le doigt en cousant et quelques gouttes de sang tombèrent sur la neige. « Ah ! » se dit la reine, « Si j'avais un enfant, au teint blanc comme la neige, aux lèvres rouges comme le sang et aux cheveux noirs comme le bois d’ébène ! ».
Peu de temps après, elle mourut en accouchant d'une petite fille. Le roi prit une nouvelle épouse, belle mais méchante, orgueilleuse et jalouse de Blanche-Neige. Son miroir magique lui répétait qu'elle était la plus belle femme du royaume, jusqu'au jour où il dut reconnaître que Blanche-Neige était devenue plus belle que sa marâtre. La reine demanda alors à un chasseur d'aller tuer l'enfant, mais l'homme se contenta de l'abandonner dans les bois.
Errant dans la forêt, Blanche-Neige découvrit une petite maison où elle entra se reposer. C'était la demeure des sept nains qui, apitoyés par son histoire, acceptèrent de la cacher et de la loger comme servante.
La méchante reine, apprenant grâce au miroir que Blanche-Neige était toujours vivante, essaya par trois fois de la faire mourir. La troisième fois, déguisée en paysanne, elle trompa la vigilance de la jeune fille et réussit à lui faire croquer une pomme empoisonnée. Blanche-neige tomba inanimée. Affligés, les nains lui firent un cercueil de verre qu'ils déposèrent sur une colline afin que toutes les créatures puissent venir l'admirer.
Un prince qui chevauchait par là en tomba amoureux. Il obtint des nains la permission d'emporter le cercueil. Mais en route un porteur trébucha, délogeant le morceau de pomme coincé dans la gorge de la jeune fille qui se réveilla. Le prince lui demanda sa main.
Invitée au mariage, la méchante reine fut condamnée à danser avec des chaussures de métal chauffées au rouge jusqu'à ce que mort s'ensuive.

### 1952 – L'Horloge magique

#### Histoire et caractéristiques de l'attraction
L'Horloge magique ((nl) de Magische Klok) est un conte créé par le parc.
Il est situé dans un coin de la herautenplein.
Tous les quarts d'heure, les six princes animatroniques se tournent vers la droite et soufflent dans leurs trompettes pendant que les chevaliers de l'horloge magique défilent au-dessus du cadran et que Toine le Rusé, le valet du magicien de l'histoire sonne la cloche se trouvant au sommet de l'horloge.
Fin 2012, les six princes animatroniques sont remplacés par de nouveaux qui sont davantage travaillés.

#### Résumé du conte
Il y a très longtemps, six fils du roi vivaient dans un magnifique château. C’étaient des garçons coquets et vaniteux. Un jour, ils commandèrent à un puissant magicien une horloge avec six chevaliers. Et chacun qui regarderait l’horloge penserait désormais aux princes. Dès qu'ils avaient soufflé dans leur trompette, l'horloge pouvait démarrer. Elle fut bientôt prête et le moment du paiement arriva. Mais les princes avaient dépensé leur argent en beaux habits, à une poignée d'or près. « Je vends l’horloge à quelqu'un d'autre dans ce cas », les prévint le magicien. Et il partit à la recherche d’un nouvel acheteur. « Toine le Rusé, tu t’occuperas de l’horloge en attendant, ordonna-t-il à son valet, mais n’oublie pas! Ne laisse personne l’approcher. » Mais le valet était vil et méchant. Dès que le magicien fut parti, il se rendit chez les princes et dit : « Je vous vends l’horloge pour une poignée d'or. » Les princes étaient ravis et accompagnèrent le valet dans la tour du magicien. Ils prirent toutes les pièces et rentrèrent au palais où le valet se mit immédiatement au travail pour reconstituer l'horloge. Quelle beauté! Quelle splendeur! Mais… le valet était mauvais, et aussi très bête. Quant au magicien, il ne manquait pas d'habileté. Il imaginerait certainement une punition terrible quand il découvrirait le vol.

### 1952 – Le village des lutins
|                   |  |  |
| Het Kabouterdorp. |  |  |

Dessiné par Anton Pieck et Van de Ven, le village des lutins ((nl) Het Kabouterdorp) est une création du parc Efteling.
Le village a connu des évolutions régulières, notamment en 1972, 1974 et 1980. À sa création en 1952, il était composé de quelques bâtiments dans lesquels les enfants pouvaient se promener. D'ailleurs, une pancarte indique toujours que l'accès est interdit aux adultes.
En 1972, la plus grande bâtisse du village fit son apparition. En 1974, ce fut au tour de l'arbre des nains. Et en 1980, une maison moulin à eau et une maison à étage s'ajoutèrent aux autres. Chacune de ces additions est pourvue de lutins sous forme d'animatroniques. Deux des chaumières sont sous forme de walkthrough.
Si l'on tente de rentrer dans le jardinet de la maison moulin à eau, le propriétaire fait son apparition. Le conte Le diapason en or créé par Efteling se rapporte à l'arbre des nains.

### 1952 – Les Six Serviteurs

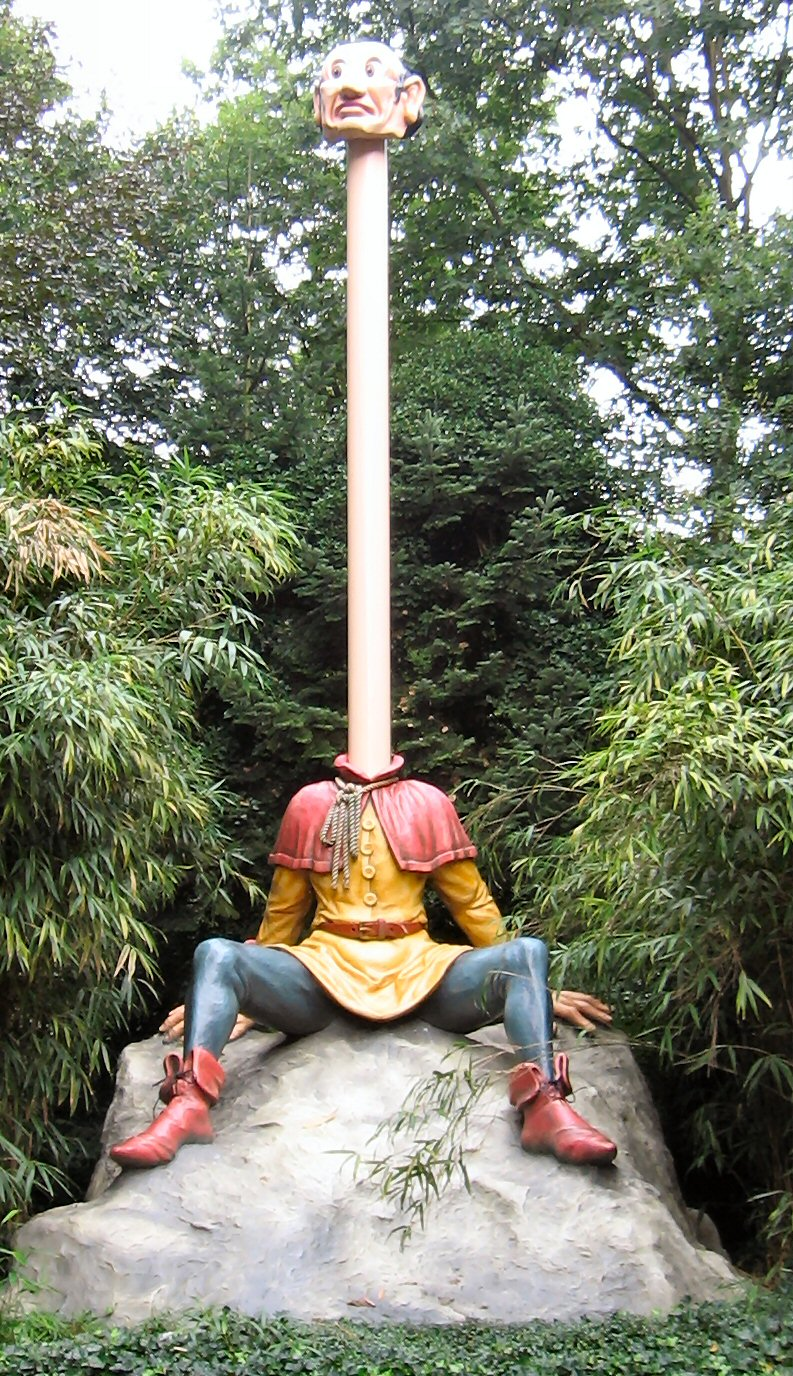
Long-cou, un des six serviteurs.

Inspiré du conte Les Six Serviteurs ((nl) De Zes Dienaren ; (de) Die sechs Diener) des frères Grimm et dessiné par Anton Pieck et Van de Ven. L'idée du conte a été soufflée par Peter Reijnders.
Le conte est représenté par le personnage de Long-cou (un des six serviteurs qui peut voir tous les environs grâce à son long cou et ses yeux perçants). Pendant les premières années, il était accompagné du personnage de « Yeux destructeurs » (également l'un des six domestiques). Celui-ci fut déplacé vers la fin des années 1950 au sommet du bâtiment faisant face au Long-cou
En 1955, un petit étang est creusé autour du rocher sur lequel Long-cou se repose. En 1967, Wagen Gijs, devint son voisin. L'animatronique du Long cou a lui-même été modifié et amélioré à plusieurs reprises. Ainsi, durant les années 1950, il fut changé ; pendant les années 1970, sa tête fut modifiée, et en 1979 il fut encore revu et corrigé.
Aujourd'hui, le personnage est assis sur une roche et étend son cou jusqu'à 4,8 mètres. Le conte est écrit dans un grand livre en quatre langues (néerlandais, anglais, français et allemand). Ce livre se retrouve devant d'autres contes avec le texte s'y reportant (Le Roi Grenouille, Le Village des nains, Le Rossignol et l'Empereur de Chine, Les Chaussons rouges, Les Nénuphars Indiens, etc.).

### 1952 – Le Rossignol et l'Empereur de Chine

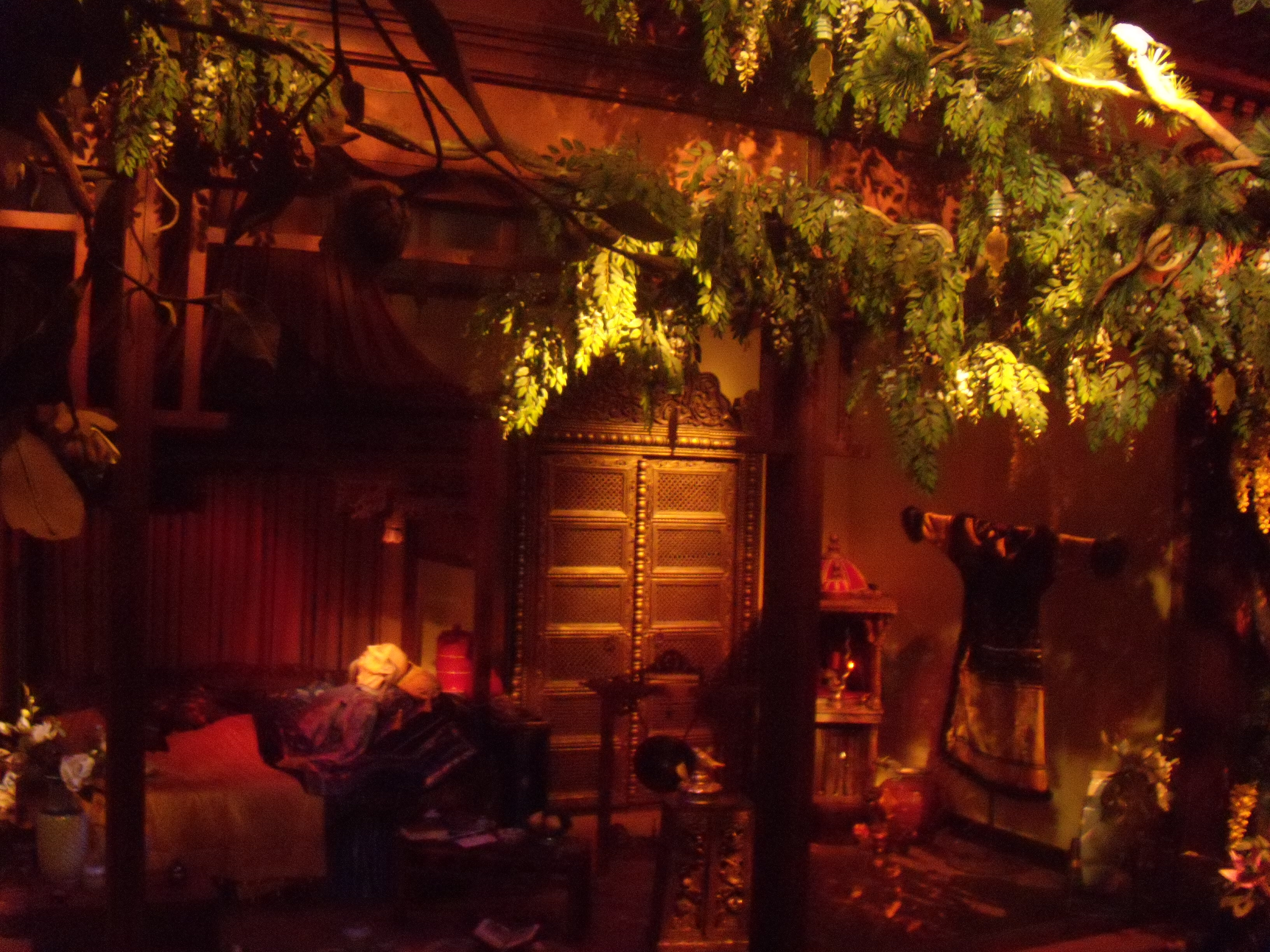
Intérieur du bâtiment du Rossignol et l'Empereur de Chine.

Inspiré du conte Le Rossignol et l'Empereur de Chine ((nl) De Chinese Nachtegaal ; (da) Eventyr fortalte for bøern) de Hans Christian Andersen et dessiné par Anton Pieck et van de Ven. Ce conte n'est plus présent sous sa forme originelle dans le Bois de conte. Il a été remplacé en 1979 par le dragon terrible.
En 1999, Ton van de Ven réalisa le palais que nous pouvons actuellement visiter. L'histoire prend forme à l'intérieur de celui-ci. Le conte nous est présenté en walkthrough avec animatroniques.

### 1952 – Le perroquet parlant

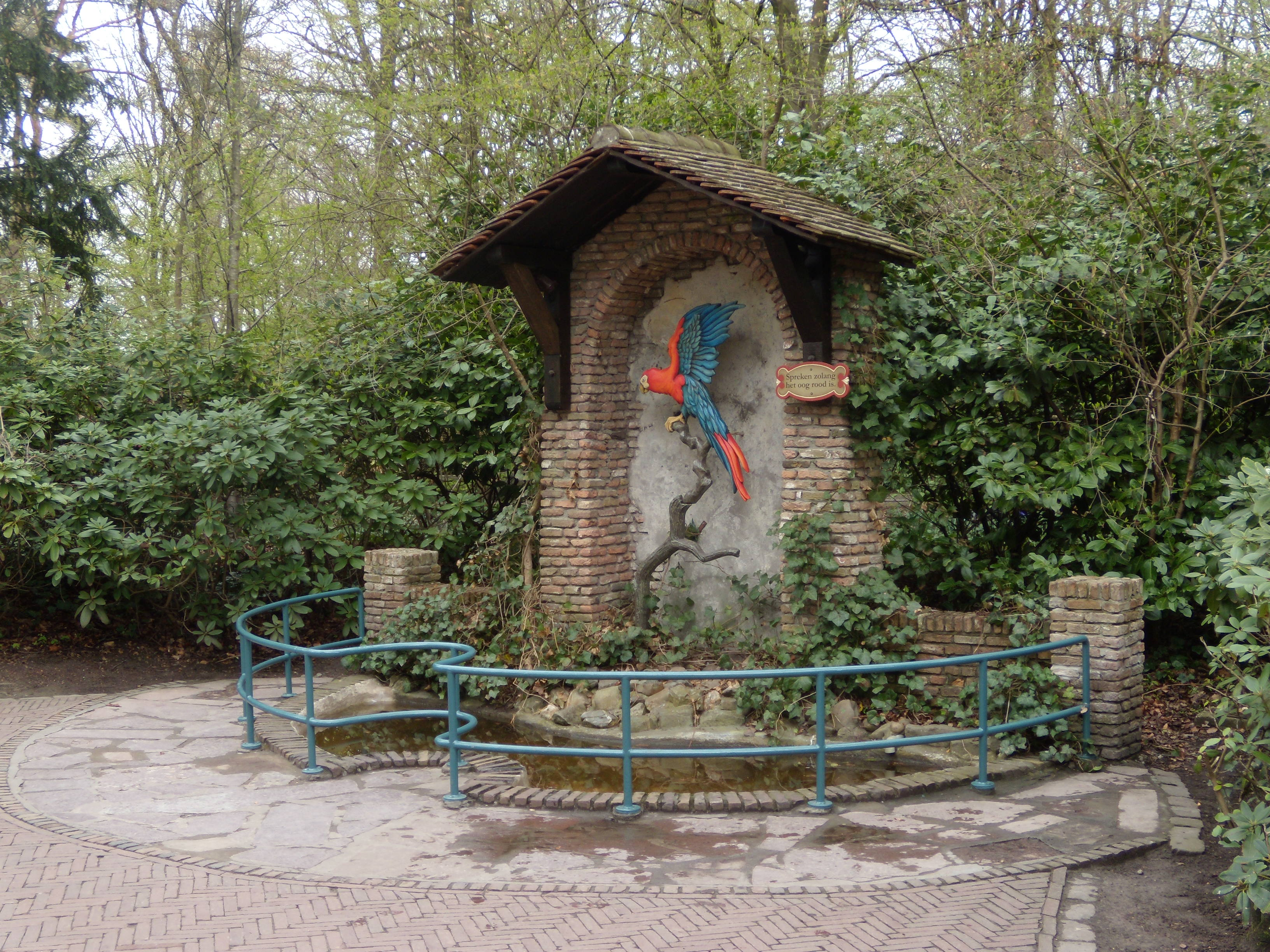
De Sprekende Papegaai.

Dessiné par Pieck, le perroquet parlant ((nl) De Sprekende Papegaai) est un conte créé par le parc sur l'idée de Peter Reijnders. Le perroquet répète tout ce qu'il enregistre. Surveillez son œil, c'est grâce à cela que vous saurez s'il est en train de vous enregistrer.

### 1952 – Dame Holle

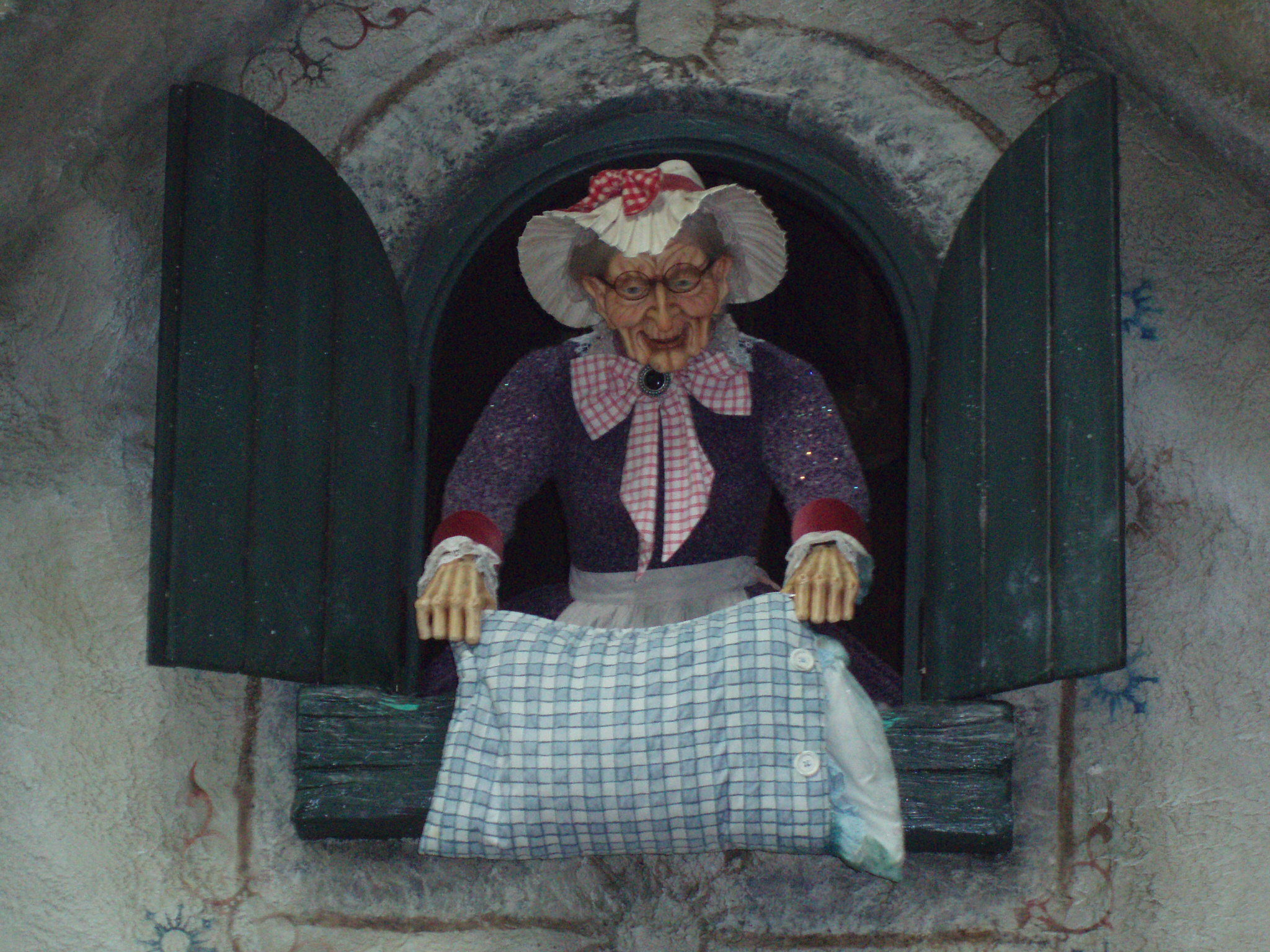
Vrouw Holle.

Inspiré du conte Dame Holle ((nl) Vrouw Holle ; (de) Frau Holle) des frères Grimm et dessiné par Anton Pieck. Ce conte est représenté depuis l'ouverture du parc par un puits. Au fond de celui-ci sont projetés des illustrations d'Anton Pieck pendant qu'une voix nous raconte l'histoire.
Depuis l'hiver 2006, dame Holle est présente en personne dans le Sprookjesbos grâce à un nouvel animatronique. Si on l'appelle, elle ouvre les volets de la chaumière voisine et secoue son oreiller. Et comme dans le conte, de la neige en sortira.
Le conte est présent dans les vitrines du Musée Efteling grâce à la présence d'un fuseau.

### 1952 – Petite commission
Ce petit animatronique ((nl) kleine boodschap) ne représente pas réellement un conte mais il est un des symboles du parc depuis son ouverture. Il est assis sur un mur et nous indique la direction pour se rendre aux commodités, ce qui explique l'origine de son nom.

### 1953 – Le Petit Chaperon rouge

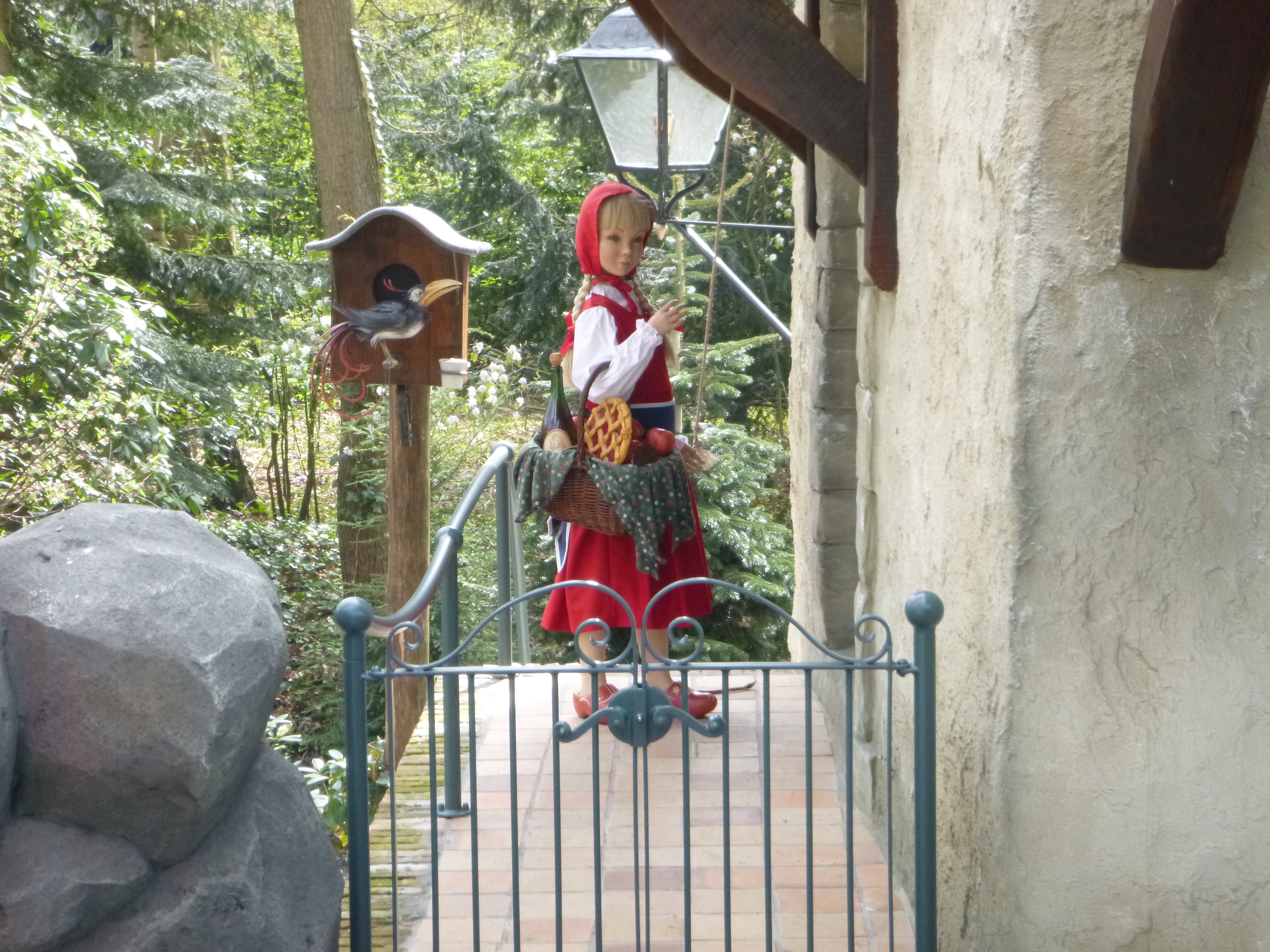
Le Petit Chaperon rouge.

Inspiré du conte Le Petit Chaperon rouge ((nl) Roodkapje) de Charles Perrault et dessiné par Anton Pieck.
Mis en place en 1953, la scène extérieure représentait le Petit Chaperon rouge accroupi dans un parterre de fleurs, épiée par le loup caché derrière un tronc d'arbre. La scène est remplacée en 1960 par la construction de la maison de la grand-mère, avec le loup dans le lit de celle-ci et le Petit Chaperon rouge posté devant la porte, faisant sonner la cloche de la porte d'entrée. Krakeeltje, le corbeau apprivoisé de la grand-mère, perché sur le perchoir de sa cabane, tente d'avertir le Petit Chaperon rouge du danger qui la guette à l'intérieur de la maison si elle y entre en se penchant vers l'avant et en croassant. Tous trois sont des animatroniques. Le Petit Chaperon rouge de 1953 sert dorénavant de panneau indiquant le lieu de la chaumière. Le personnage du Petit Chaperon Rouge est remplacé en 1993 et 2004. L'intérieur de la maison n'est pas accessible, mais le loup est visible par la fenêtre.
Entre 1973 et 2015, le promeneur se rendant au conte des Chaussures Rouges rencontre alors le voisin du Petit Chaperon Rouge : Boekanier Gijs. Celui-ci prend place à côté du Vliegende Hollander en 2016 alors que Pinocchio s’installe la même année à sa place dans le Bois des contes.
Le 15 août 1998, le Petit Chaperon rouge est volé et retrouvé le lendemain dans l'église de Tiel. Il est à nouveau dérobé le 4 octobre 2006 et est retrouvé cette fois-ci dans une maison de Kaatsheuvel.
À la fin de l'année 2016, la maison de la grand-mère est détruite à cause de son mauvais état. Elle est ensuite entièrement reconstruite avec quelques modifications dans son apparence. L'animatronique de Krakeeltje est remplacé et un abri à oiseau avec un petit gobelet pour l'abreuver l'accompagne. L'abri est très proche du dessin original d'Anton Pieck. Ce corbeau se penche désormais vers l'avant comme à l'origine. De plus, les deux murs composés de gros rochers qui se trouvent de part et d'autre du chemin longeant la maison de la grand-mère sont entièrement refaits avec de nouveaux rochers modélisés plus réalistes.

### 1953 – Les Chaussures rouges
Inspiré du conte Les Chaussons rouges ((nl) De Rode Schoentjes ; (da) De røde Skoe) de Hans Christian Andersen et dessiné par Anton Pieck.
La scène comprend une petite piste de danse vide sur laquelle s'exécutent une paire de chaussures rouge. Les visiteurs peuvent entendre l'histoire racontée par Wieteke van Dort. L'histoire originale d'Andersen a été adaptée pour être plus accessible aux plus jeunes.
Le système de disques magnétiques, permettant de faire danser les souliers sans trucage visible, a été mis au point par Peter Reijnders.
Une plaque d'honneur du Vilain petit canard fut apposée juste à côté pour l'anniversaire d'Andersen en 2005. En cette année, on fêtait les 200 ans de la naissance de l'auteur.
Lors de la construction du conte Pinocchio en mars 2016, la scène est entièrement rénovée. Le plafond ainsi que les colonnes de soutien sont refaits et la fresque qui était un dessin en couleur est remplacée par une version peinte à la main avec de meilleurs traits et de meilleures couleurs.

### 1955 – Hansel et Gretel

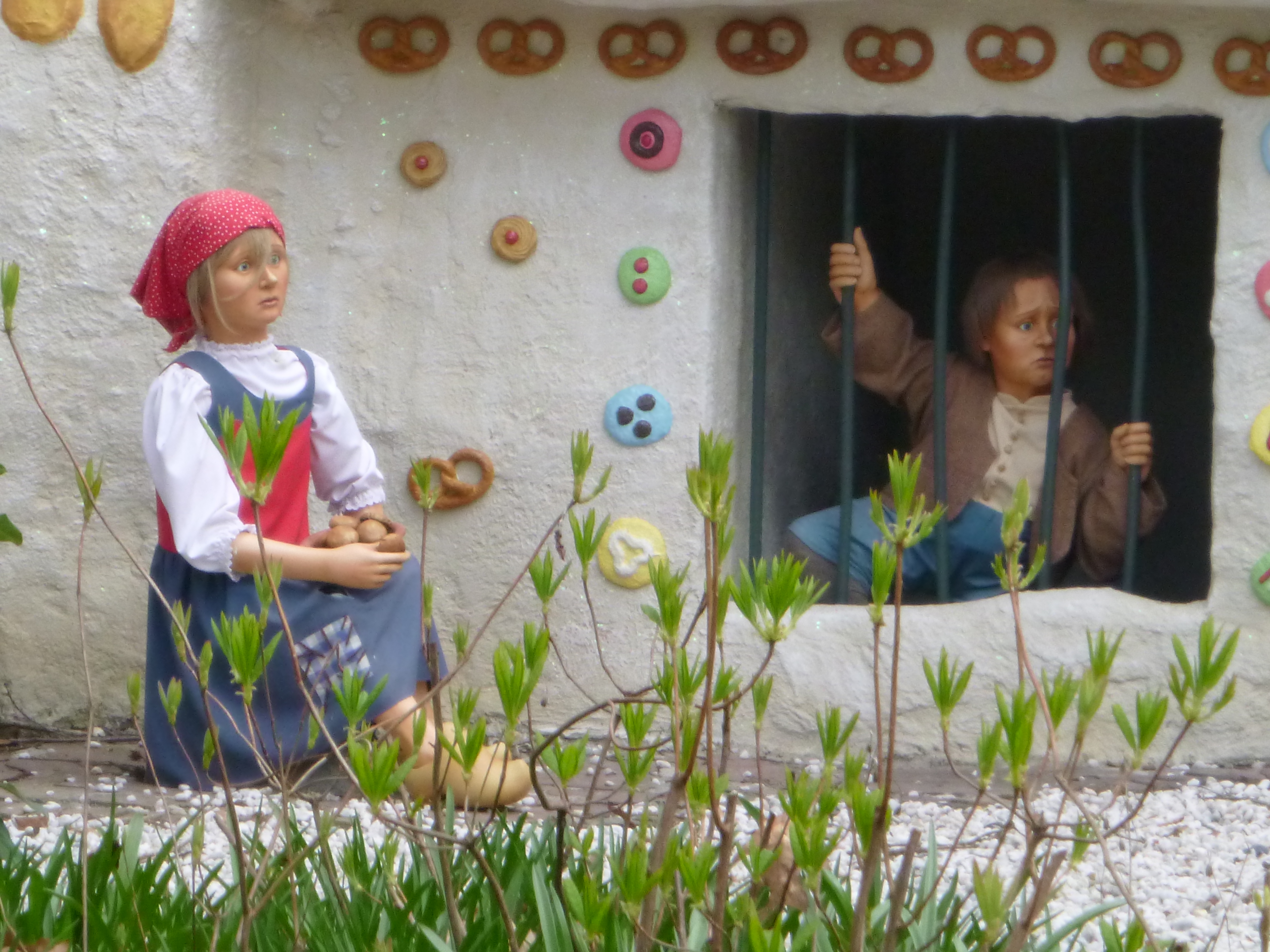
Hansel et Gretel.

Inspiré du conte Hansel et Gretel ((nl) Hans en Grietje ; (de) Hänsel und Gretel) des frères Grimm et dessiné par Anton Pieck.
La scène fut inaugurée le 20 juin 1955. Elle représente la célèbre maison de la sorcière faite de sucreries et de gâteaux. On peut voir Gretel, assise près de la cage où son frère, Hansel, est enfermé. Le visage de la sorcière apparaît par une petite fenêtre dans la porte d'entrée de la maison. Sur le pignon situé au sommet de la façade de cette dernière se trouve un oiseau gris et blanc se penchant en avant et en arrière.
À sa création, les personnages d'Hansel et Gretel étaient fait en bois. Ils furent remplacés en 1977 par des animatroniques.
Des éléments interactifs ont été ajoutés à la scène par Peter Reijnders. Quand un des visiteurs touche au portillon, le corbeau sur le toit de la maison croasse, la cheminée se met à fumer, un chat noir aux yeux jaunes sort d'un trou du mur de la maison et l'on entend la sorcière s'écrier (voix de Wieteke van Dort) Knibbel, knabbel, knuisje, wie knabbelt er aan mijn huisje? (Qui grignote ma maison?).
En 2016, lors d'une réhabilitation du conte, des odeurs de friandises et de sucreries sont ajoutés et les animatroniques d'Hansel et Gretel reçoivent de nouveaux visages exprimant l'anxiété quant à leurs sorts.

### 1956 – La Petite Table, l'Âne et le Bâton

#### Histoire et caractéristiques de l'attraction
Inspiré du conte La Petite Table, l'Âne et le Bâton ((nl) Tafeltje dek je, ezeltje strek je en knuppel uit de zak ; (de) Tischchen deck dich, Goldesel und Knüppel aus dem Sack) des frères Grimm. Dessiné par Anton Pieck et Knoet.
Ce conte fut d'abord présent sur la Anton Pieckplein (la Place Anton Pieck) comme d'autres encore aujourd'hui. Sur un socle, l'âne lève la queue et éjecte une pièce. En 1984, il s'installa sur la herautenplein dans le Bois des contes. En 1999, l'auberge de l'histoire sortit de terre. À l'intérieur de ce walkthrough, dans la grande salle, le visiteur découvre deux animatroniques : le fils aîné de l'histoire fait apparaître une profusion de mets sur sa table et la fait disparaître aussitôt, quand l'aubergiste ouvre la porte de la salle pour regarder ce qu'il se passe dans cette dernière.

#### Résumé du conte
Un tailleur a trois fils et une seule chèvre qui les nourrit tous de son lait. La chèvre doit dès lors être bien traitée, et les fils se relayent chaque jour pour l'emmener paître. Le fils aîné la conduit aux abords du cimetière, où l'herbe est bien tendre. À la fin de la journée, il demande à la chèvre si elle est bien repue. La chèvre dit qu'oui et ils s'en retournent chez eux. De retour à la maison, la chèvre, cependant, dit au tailleur qu'elle n'a rien eu à manger. Alors, le tailleur, fou de rage, traite son fils aîné de menteur et le chasse de chez lui en le frappant avec son aune. Le lendemain, le deuxième fils emmène la chèvre le long d'une haie, car l'herbe y est bien tendre. À la fin de la journée, il demande à la chèvre si elle a bien mangé. La chèvre exprime son contentement et ils s'en retournent chez eux. De retour à la maison, la chèvre, de nouveau, dit au tailleur qu'elle n'a rien eu à se mettre sous la dent. Alors, le tailleur chasse son deuxième fils de la même manière que le premier. Le jour suivant, c'est au tour du cadet, qui conduit la chèvre là où se trouvent des taillis au feuillage bien tendre. De nouveau la chèvre admet avoir bien mangé mais, de retour chez le tailleur, elle dit à celui-ci qu'elle a le ventre vide. Le père rosse et chasse son troisième fils et il se retrouve seul avec sa chèvre, qu'il emmène bientôt lui-même paître dans les vertes haies et les buissons de ronce. À la fin de la journée, il interroge la chèvre qui lui dit être rassasiée mais, avant d'être revenu à la maison, il l'interroge une nouvelle fois, et la chèvre dit qu'elle n'a rien eu à brouter. Le père, alors, se rend compte qu'il a commis une injustice en chassant ses trois fils. Pour punir l'animal, il lui rase la tête, et la chasse à coups de fouet.
Le fils aîné est apprenti menuisier et, à la fin de son apprentissage, son maître lui offre une petite table qui, lorsqu'on lui dit « Petite table sois mise ! », se garnit d'une nappe avec tout le couvert nécessaire, des plats alléchants et un grand verre de vin. Avec sa table magique, le jeune homme court le monde sans avoir de soucis à se faire concernant sa nourriture, puis lui vient l'envie de revenir chez son père. Avant cela, il passe par une auberge dans laquelle, imprudemment, il montre les propriétés de sa table. L'aubergiste profite de la nuit pour échanger la petite table contre une autre, qui lui ressemble mais n'a rien de magique. Plus tard, le jeune homme arrive chez son père et veut montrer sa table à toute la famille. Quand il ordonne à la table « Petite table sois mise ! », comme rien ne se passe, il se rend compte de la supercherie. Les invités se moquent de lui, et le jeune homme quitte son père et part se mettre au service d'un autre maître-menuisier.
Le deuxième fils est apprenti meunier et, à la fin de son apprentissage, son maître lui offre un âne qui, lorsqu'on lui dit « Briquelebritte ! » produit de l'or par devant et par derrière. Le jeune homme parcourt le monde puis décide de rentrer chez son père. Il passe par la même auberge que son aîné, et l'aubergiste échange son âne contre un autre. Chez son père, la famille est conviée à assister au prodige mais, bien sûr, l'âne ne produit que ce qu'il est naturel qu'un âne produise. Le père présente ses excuses à la famille, et le fils s'en va se mettre au service d'un autre maître-meunier.
Le troisième fils est apprenti tourneur. Il reçoit une lettre de ses frères qui lui racontent ce qui s'est passé chez l'aubergiste. À la fin de son apprentissage, il reçoit un gourdin dans un sac qui, en cas de mauvaise rencontre, lorsqu'on lui dit « Gourdin, sors du sac ! », surgit et frappe la personne mal-intentionnée jusqu'à ce qu'elle demande grâce. Il suffit ensuite de dire « Gourdin, dans le sac ! » pour que le gourdin disparaisse. Le jeune homme arrive ainsi dans l'auberge où ses deux frères ont été roulés. Il parle d'une petite table et d'un âne magique, ainsi que du trésor qu'il garde dans son sac, ce qui éveille la curiosité et la convoitise de l'aubergiste, qui pense que le sac contient des pierres précieuses. La nuit, celui-ci se rend dans la chambre du jeune homme pour subtiliser le sac. Le jeune homme fait surgir le gourdin, qui roue de coups le voleur. Celui-ci promet finalement de restituer la petite table et l'âne, et le jeune homme fait disparaître le gourdin.
Le lendemain matin, le jeune homme revient chez son père avec table, âne et gourdin. Il raconte à son père qu'il est à présent tourneur et qu'il a rapporté un gourdin de son compagnonnage, ce que le père juge assez peu remarquable. Le fils lui en explique les propriétés et, aussi, comment il a pu récupérer la table et l'âne dont ses frères lui avaient parlé. Le père, peu convaincu, invite malgré tout toute la famille, les deux autres fils y compris, à se réunir une nouvelle fois. L'âne produit une pluie d'or et la table leur offre un festin comme jamais ils n'en avaient connu. Le tailleur peut alors ranger son aiguille et son fil, son aune et son fer à repasser, et vivre heureux avec ses fils.
La chèvre, à l'origine de toute l'histoire, honteuse de son crâne chauve, s'est cachée dans le terrier d'un renard. Le renard, en rentrant chez lui, voit deux yeux étinceler dans l'obscurité, prend peur et fuit. Il rencontre un ours. L'ours va jeter un coup d'œil dans le terrier et, à son tour, est effrayé par le regard de braise et fuit. L'ours rencontre une abeille. Elle lui parle et part en direction du terrier. L'abeille entre dans le terrier et pique deux fois la chèvre sur son crâne chauve. La chèvre, en hurlant, se rue alors hors du trou, et personne ne sait ce qu'elle est devenue après cela.

### 1957 – La robe de mariée de Geneviève

#### Histoire et caractéristiques de l'attraction
Ce conte a été créé par Efteling et se nomme Het Bruidskleed van Genoveva (nl). Il est mis en scène grâce à la présence d'oiseaux multicolores. Ce conte est un des rares à ne pas être doté d'animatronique.

#### Résumé du conte
Le prince Arthur allait bientôt se marier avec la belle princesse Geneviève. Le couple partait souvent se promener et le prince dit un jour : « Regarde le jaune des boutons-d'or et le bleu des bleuets et… oh… le rouge des coquelicots… Ta robe de mariée devrait avoir toutes ces magnifiques couleurs, belle Geneviève. » Dans le royaume du prince Arthur vivait une vieille tisserande. Elle seule pouvait confectionner la robe de mariée de la princesse. Hélas, la vieille dame était devenue aveugle. « Je ne peux pas t’aider, beau prince, mes mains le peuvent…, dit-elle, mais mes yeux ne distinguent plus les couleurs. » Le prince rentra attristé au palais et la vieille dame alla nourrir ses pigeons. Elle pleurait de chagrin. Un hibou sage entendit son histoire et dit aux oiseaux : « Vous connaissez les couleurs, vous? Ne pourriez-vous pas faire quelque chose pour aider la vieille dame? » Le lendemain, la vieille tisserande se lamentait devant son métier à tisser. « Si seulement je savais où était le vert », soupira-t-elle. Et, aussitôt, un petit bec poussa le fil de soie vert entre ses doigts. « Et maintenant, le bleu du ciel. » La tisserande travailla jour et nuit à la robe de la princesse avec l'aide des oiseaux. Elle rayonnait de bonheur. Une fois que la robe fut prête, elle fit venir le prince. Lui aussi était fou de joie. « Ma fiancée sera la plus belle du royaume. » Et les oiseaux? Ils s’étaient tellement affairés avec toutes ces couleurs que leur plumage s’était coloré.

### 1958 – Le Fakir volant

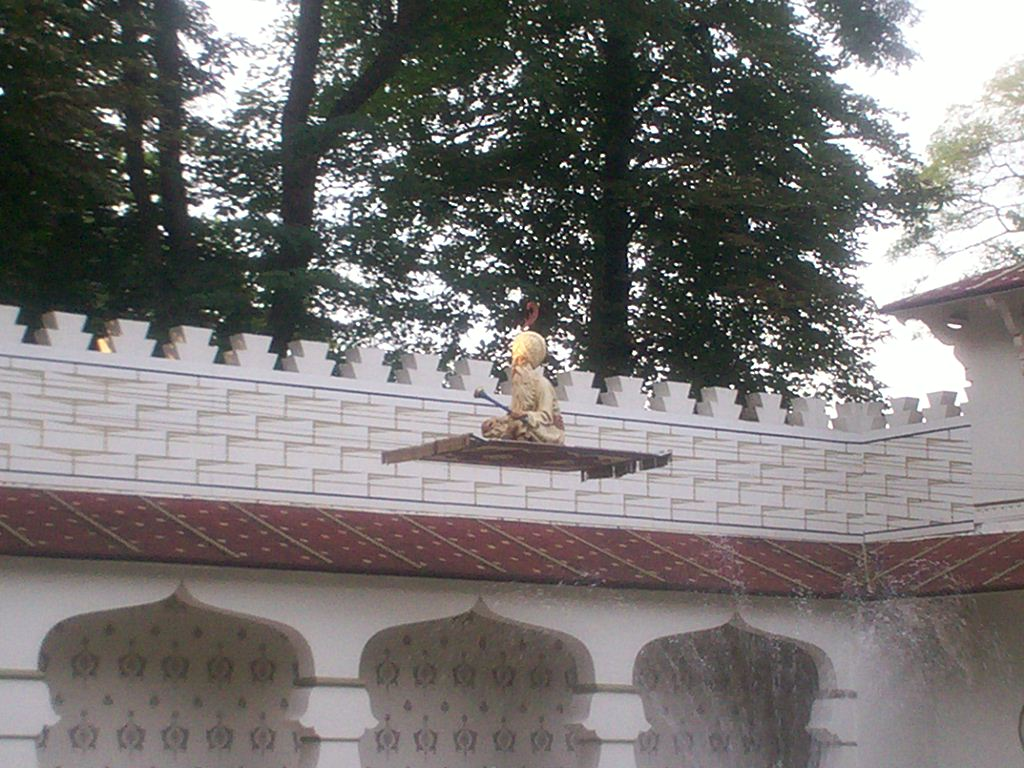
De Vliegende Fakir.

Dessiné par Pieck et van de Ven ((nl) De Vliegende Fakir).
Le conte prend forme devant un bâtiment indien entouré d'un jardin de tulipes. Le fakir apparaît par une fenêtre et fait pousser la moitié des tulipes (jaunes ou rouges) grâce au son de son nâgasvaram. Il disparait ensuite pour ressortir avec son tapis volant par une des deux tours du palais. Il vole ainsi jusqu'à l'autre tour grâce à un ingénieux système de câbles discrets mis au point par Peter Reijnders qui donne l'illusion d'une vraie lévitation. Il joue de son nâgasvaram à nouveau, les tulipes ouvertes se referment et les autres s'ouvrent. La couleur de la barbe du fakir passa du noir au blanc en 1987. Le fakir est animé grâce à trois animatroniques différents.
Le 7 juillet 2008, le parc a fêté les 50 ans de l'implantation du conte. Pour l'occasion, Efteling conçut une exposition spéciale dans le Musée Efteling.
Ce conte est aussi illustré dans les vitrines du Musée Efteling par la présence d'une tulipe.

### 1966 – Les Nénuphars Indiens
Inspiré du conte Les Nénuphars Indiens ((nl) De Indische Waterlelies) issu du livre Los doce Cuentos maravillosos écrit par Fabiola de Mora y Aragón en 1955 (avant son mariage avec le roi Baudouin de Belgique).
Peter Reijnders, pour qui ce serait sa dernière contribution pour le parc avant la retraite, a voulu présenter un conte moins classique pour célébrer le 15e anniversaire d'Efteling. Il s'est rendu au Château royal de Laeken à Bruxelles pour une assistance avec la reine. La reine belge accepta de laisser Efteling interpréter son histoire, à condition qu'une contribution caritative soit versée à une œuvre. Cette histoire a également été rendue célèbre par le dessinateur Willy Vandersteen en 1978 dans un album de Bob et Bobette : Quand les elfes danseront.
Les Nénuphars indiens est le premier conte traité avec de vraies éléments techniques permettant de créer un environnement complet de type walkthrough composé de jeux de lumières, de musique, de décors et d'animatroniques. Par la suite, d'autres contes auront droit aux mêmes faveurs : Petite-table-sois-mise, l'Âne-à-l'or et Gourdin-sors-du-sac, Blanche-Neige, Le Rossignol et l'Empereur de Chine, La Petite Fille aux allumettes, Cendrillon. Peter Reijnders fut responsable des aspects techniques avec l'aide de Ton van de Ven pour la conception des décors.
L'ambassadeur de Belgique présent lors de l'inauguration en 1966 déclara à propos de cette réalisation « Une merveille artistique et technique au-delà de toutes mes espérances ». La Reine, accompagnée alors de la princesse Paola et du prince Philippe, découvre le conte et visite le parc en 1967.
Le bâtiment abritant l'attraction représente un temple indien avec une grande fontaine et deux géants du Ramakien (référence aux Dvarapalas du temple Wat Phra Kaeo, Bangkok, Thaïlande). Une porte derrière la fontaine donne l'accès à un grand couloir qui mène à la scène de la jungle. Le chant de la sorcière se fait entendre au début de l'histoire. Elle appelle les fées qui dansent sur les eaux du lac, au son d'un orchestre de créatures apparentées aux grenouilles. Pendant la nuit, les fées continuent de danser malgré les appels de la lune qui les prévient de son départ imminent. Désobéissantes, la sorcière les punie en les changeant en nénuphars et en les forçant à danser pour toujours.
La musique de l'attraction est Afrikaan Beat de Bert Kaempfert, mais le spectacle commence avec un chant inca Taita Inti issu de l'album Voice of the Xtabay (1946) de Yma Sumac.
À la sortie de la bâtisse, les excursionnistes croisent le Théâtre en plein air du Bois des contes (Openluchttheater Sprookjesbos) qui met en scène depuis 1998 des spectacles pour enfants.
À la fin de l'année 2015, le conte est entièrement rénové, l'animatronique de la sorcière est remplacé par un nouveau la représentant plus laide et se rapprochant du dessin original d'Anton Pieck. Les créatures sont rafraîchies et les oies présentes dans le conte reçoivent de nouvelles plumes.

### 1970 – La Petite Sirène

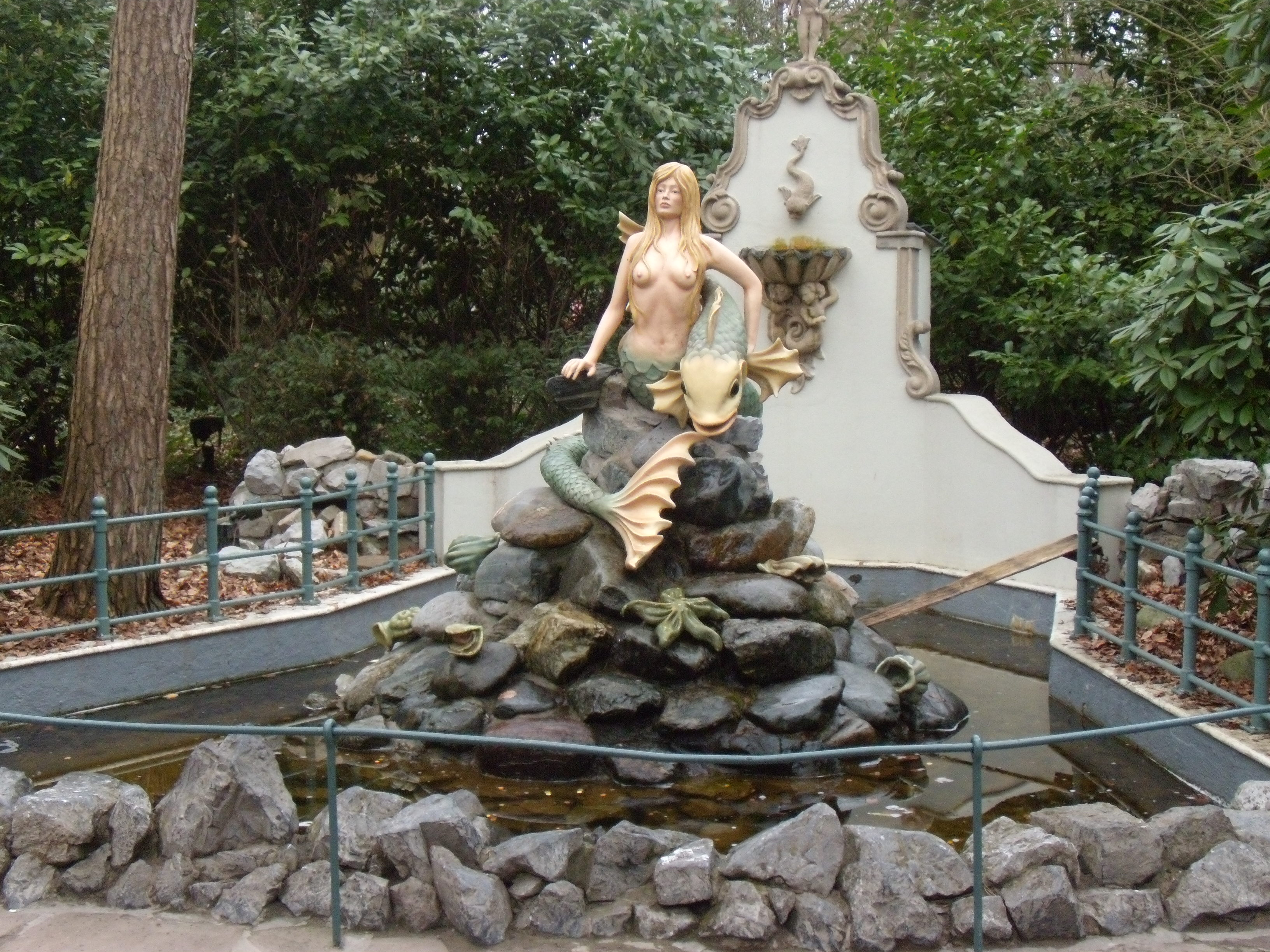
De Kleine Zeemeermin.

Inspiré du conte La Petite Sirène ((nl) De Kleine Zeemeermin ; (da) Den Lille Havfrue) de Hans Christian Andersen et dessiné par Anton Pieck.
La Petite Sirène a fait son apparition à Efteling en 1970, bien que la fontaine où le conte a pris place existe depuis 1954. Avant son arrivée, la fontaine était « la fontaine de l'amour ». Les amoureux devaient se pencher au-dessus de l'eau pour s'embrasser. Cette attraction ne connut que peu de succès, elle se vu donc ajouter un dauphin qui dansait en son centre. En 1970, le dauphin fut remplacé par une sirène, dessinée par Anton Pieck. Elle tient un poisson qui crache l'eau dans la fontaine. Ce conte est un des rares à ne pas être animé par animatronique.
En 2004 et 2005, les planches du Théâtre Efteling accueillirent la comédie musicale La Petite Sirène.

### 1973 – Le Loup et les Sept Chevreaux
|                                                     |  |  |
| De Wolf en de Zeven Geitjes Intérieur et extérieur. |  |  |

Inspiré du conte Le Loup et les Sept Chevreaux ((nl) De Wolf en de Zeven Geitjes ; (de) Der Wolf und die sieben jungen Geißlein) des frères Grimm et dessiné par Anton Pieck.
La scène est composée de la maison des chevreaux dans laquelle on peut voir à travers les fenêtres. On peut y observer une salle à manger et une salle de jeu. Cette dernière a été ajoutée en 1975. Six des chevreaux jouent au jeu de l'oie, dans une version spéciale dessinée spécialement par Anton Pieck et qui est aujourd'hui commercialisée dans les boutiques du parc.
Le plus jeune chevreau est quant à lui déjà caché dans la grande horloge. Le loup, habillé d'un smoking est à la porte d'entrée de la maison et la mère des chevreaux est éloignée de la maison, portant des paniers à provisions et allant au marché. Tous ces personnages sont sous forme d'animatroniques.

### 1979 – Le Dragon terrible
Le Dragon terrible ((nl) Draak Lichtgeraakt) conçu par Anton Pieck et Ton van de Ven est situé à l'emplacement ou était situé la représentation originale du conte Le Rossignol et l'Empereur de Chine. Il en subsiste d'ailleurs aujourd'hui le mur de style chinois sur lequel est placé le dragon, la branche d'arbre sur laquelle se trouvait le rossignol ainsi que le tas de pierre entouré d'une petite douve. Sur ce dernier se trouvait des fleurs multicolores qui s'ouvraient toutes les cinq minutes grâce au chant de l'oiseau, puis se refermaient.
Il n'existait aucun conte spécifique attaché à ce dragon. Sur un album de contes de fées d'Efteling de 1985 on trouve cependant une histoire au sujet d'un dragon et d'un coffre au trésor. Le 7 juillet 2009, Het sprookjesboek van de Efteling (Le livre des contes d'Efteling) sortit de presse. Le lecteur y découvrira une nouvelle histoire du Dragon.
La présentation prévue pour le 6 avril 1979 fut retardée au 20 juin afin de fluidifier les mouvements du dragon. Cet animatronique mesure environ sept mètres de long et ses ailes ont une envergure de quatre mètres. Un énorme coffre entrouvert est posé à ses pieds. Quand un des visiteurs tente de voler son contenu, le dragon commence à grogner et à se mouvoir violemment. En 2000, la scène bénéficie de plusieurs améliorations, dont l'ajout de la fumée crachée par les narines du dragon et l'incrustation de lumières scintillantes dans le trésor.
Début 2017, le conte est rénové. Le mur ainsi que la branche sont entièrement restaurés et retrouvent leur état originel. Des effets lumineux sont ajoutés au conte. La nuit, la lumière blanche éclairant le conte devient rouge avec quelques brèves lumières blanches à chaque fois que l'animation est déclenchée.

### 1988 – Le roi Troll

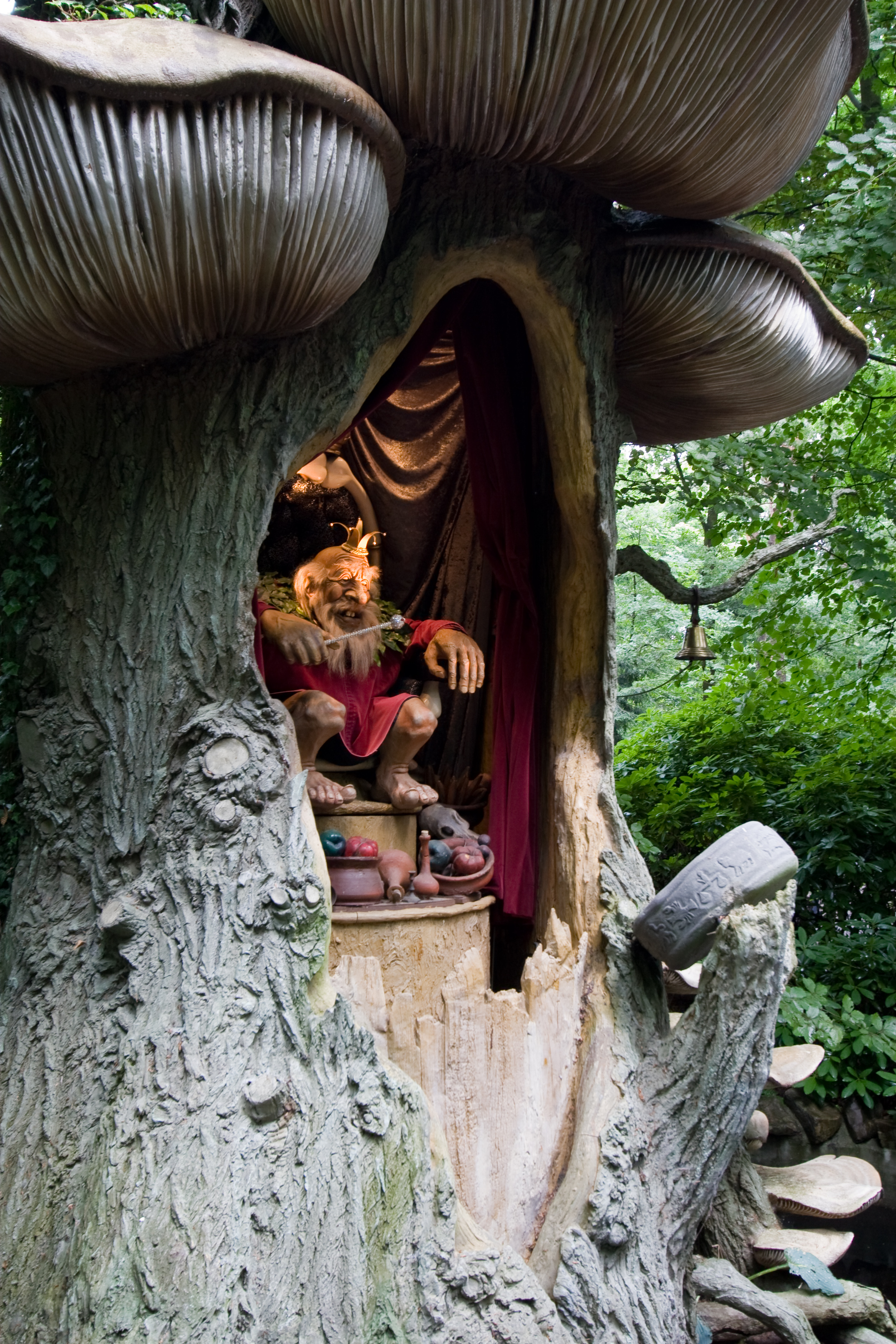
De Trollenkoning.

Le roi Troll ((nl)  De Trollenkoning) est présenté depuis 1988 sous la forme d'un animatronique, pour un coût total d'environ 2,6 millions de florins (1,6 million d'€).
Bien que les trolls soient un phénomène répandu en mythologie nordique, aucun conte particulier n'était attaché au roi Troll. Il fallut attendre le 7 juillet 2009 et la parution de Het sprookjesboek van de Efteling (Le livre des contes d'Efteling) pour y découvrir le conte du roi Troll.
Les mythes scandinaves ont inspiré Ton van de Ven, qui avait déjà illustré un livre norvégien de conte de fées en 1974 pour créer ce personnage de Troll, trônant dans un arbre creux pour prédir l'avenir de ses visiteurs.
Devant le roi, est placée une borne sur laquelle l'aiguille d'une horloge tourne pour indiquer l'un des douze signes astrologiques illustrés. Les visiteurs interrogent le roi en plaçant l'aiguille sur leur signe. Le Roi troll trône dans un véritable arbre de six mètres qui a été importé spécialement pour lui. Au même titre que l'animatronique du préshow de la Villa Volta, le roi Troll est l'un des plus complexes du parc. Il a été fabriqué avec la participation de Ton van de Ven (dessin et mise en scène), TNO (développement technique) et Spitting Image (conception du visage et des mouvements faciaux). L'animatronique peut bouger 26 parties de son corps, y compris les sourcils, les yeux, la mâchoire, le dos et les poignets. Sa voix est celle de Peter van Ostade, qui a également composé la musique pour le Peuple des Lavanors, une autre section du parc. À l'origine, le roi marmonnerait seulement des mots méconnaissables ; plus tard il a été mis à jour avec de nouveaux monologues contenant quelques mots néerlandais reconnaissables. Pour réduire les coûts d'entretien, son visage a été remplacé en 2001 par un autre moins détaillé et moins flexible. En mars 2010, il reçut un nouveau visage presque similaire à celui d'origine.

### 1998 – Le Petit Poucet

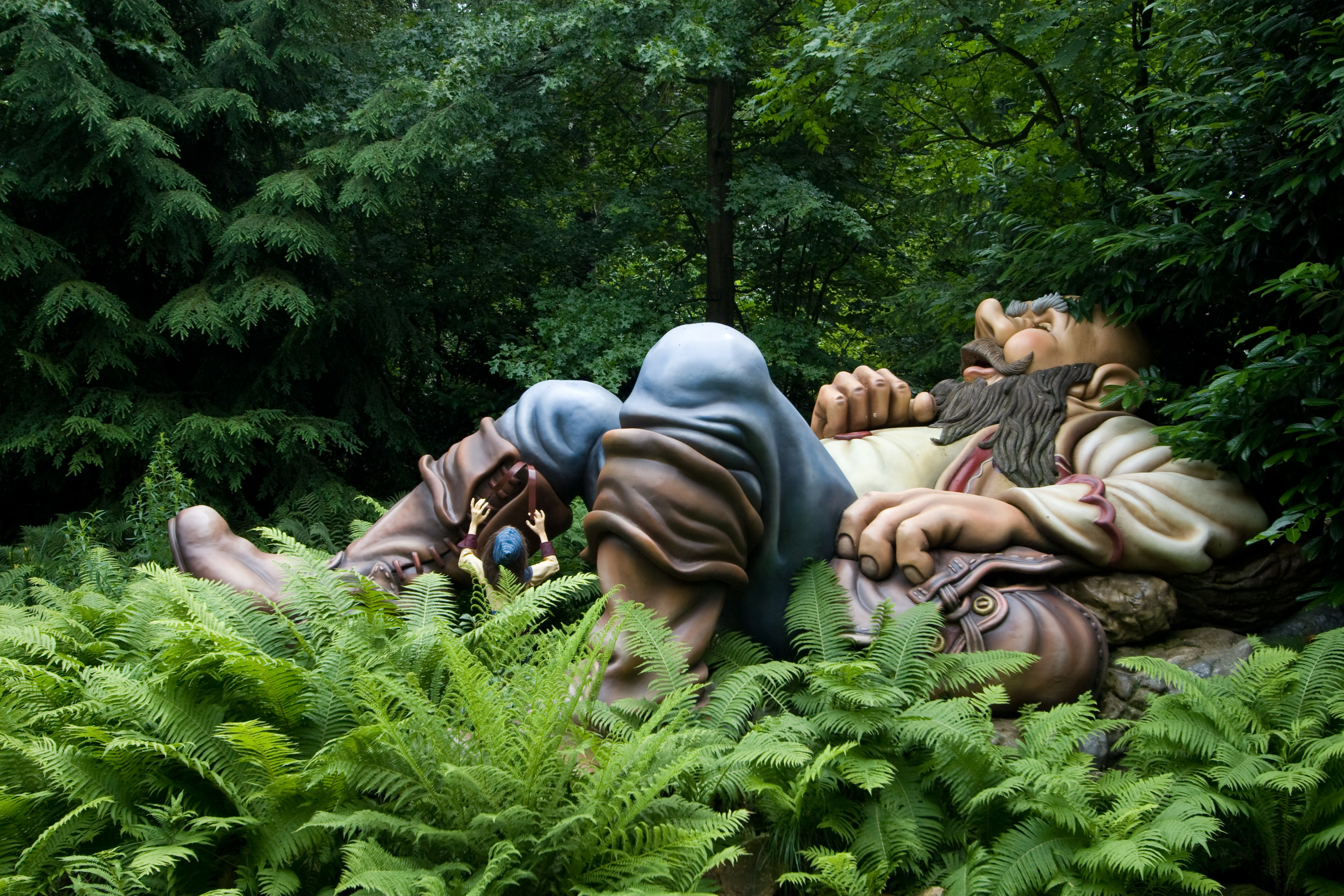
Klein Duimpje.

Inspiré du conte Le Petit Poucet ((nl) Klein Duimpje) de Charles Perrault et dessiné par Van de Ven. Le Petit Poucet essaie de dénouer les bottes de sept lieues de l'ogre lorsque le promeneur crie dans un tronc d'arbre avoisinant. Mais attention à ne pas crier trop fort car sinon on pourrait réveiller l'ogre. Ils sont tous deux animés grâce à la technique des animatroniques.
Le Petit Poucet fut couvert d'un bonnet en 2004. L'ogre avait une barbe grise jusqu'en 2008. Depuis, elle est brune.

### 1998 – Grigrigredinmenufretin

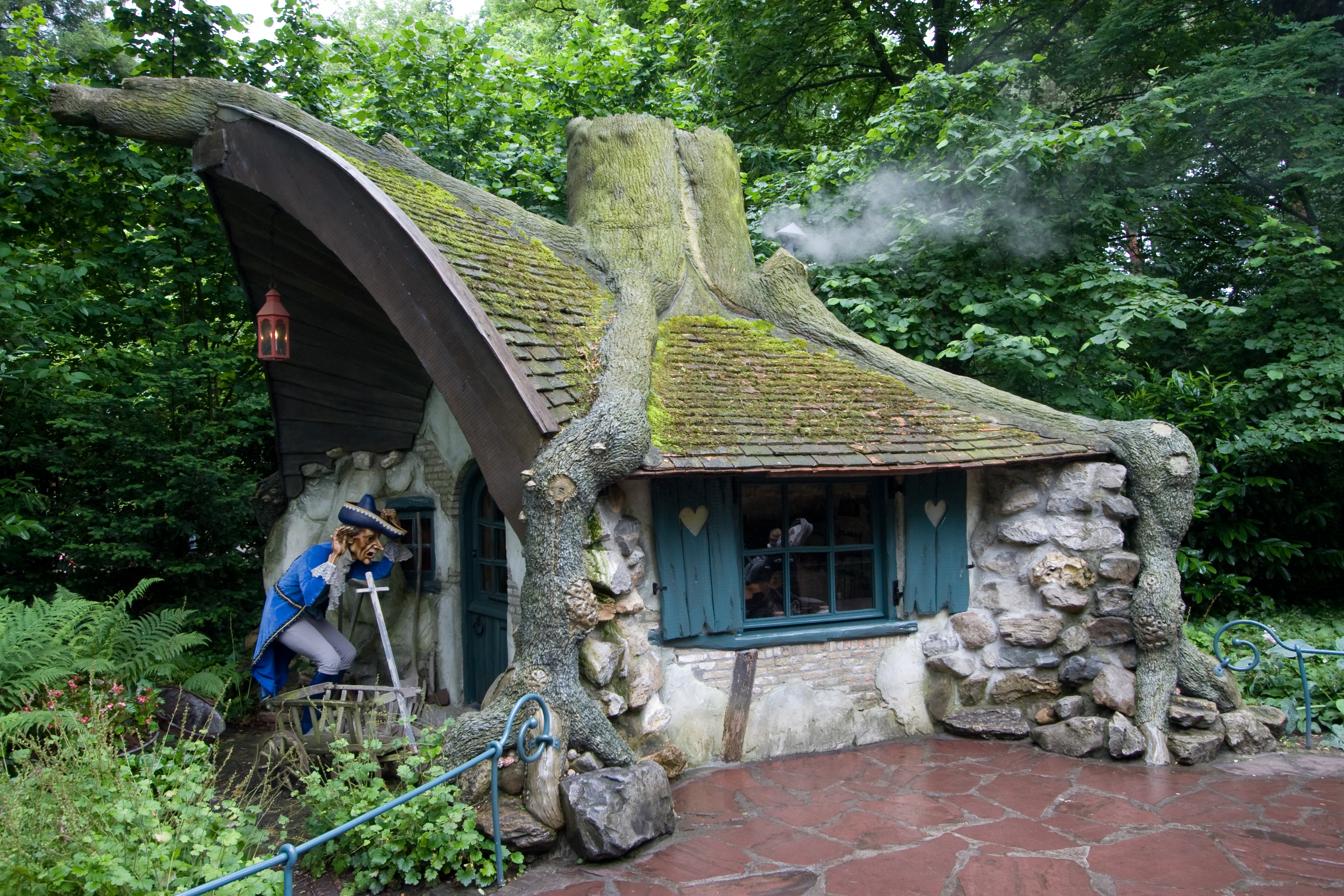
Repelsteeltje.

Inspiré du conte Nain Tracassin aussi connu en français sous le nom de Grigrigredinmenufretin ((nl) Repelsteeltje ; (de) Rumpelstilzchen) des frères Grimm, cette scène est dessinée par Van de Ven et animée par deux animatroniques.
Le conte est représenté par la maison du nain, construite entre les racines d'une grande souche d'arbre. Dans cette dernière se trouve le nain devant des étagères remplies de toutes sortes de choses étranges. Il est en train de danser et de chanter que personne ne sait qu'il s'appelle Tracassin. Devant la porte d'entrée se trouve le serviteur de la Reine de l'histoire, habillé d'un costume avec un manteau bleu et coiffé d'un tricorne qui écoute discrètement la chanson de ce dernier et qui dans le conte dira à cette dernière ce qu'il a vu et entendu.

### 2001 – Raiponce

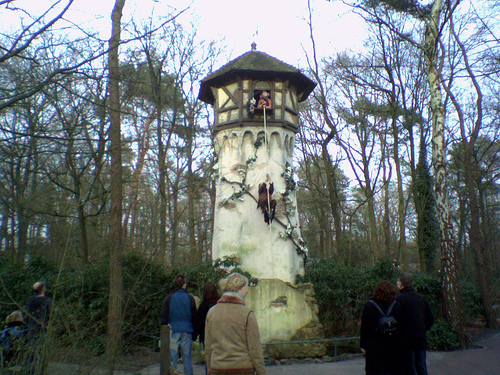
Raponsje.

Inspiré du conte Raiponce ((nl) Raponsje ; (de) Rapunzel) des frères Grimm et dessinée par Van de Ven.
Ce conte fit son apparition le 18 mai 2001. Il se présente sous la forme d'une tour, de 10 mètres de haut. La sorcière se hisse grâce à la natte de Raiponce, longue de plus de 7 mètres puis en redescend. Le mouvement de l'animatronique était déjà existant, le parc à cependant travaillé avec la société BOM Engineering de Fijnaart pour rendre le mouvement plus fluide et rendre ainsi le personnage plus réaliste. Une rumeur veut que les bruits de la sorcière aient été enregistrés de la voix de Robert-Jaap Jansen, un designer du parc.
Pour la publicité liée à l'ouverture du conte, Efteling organisa un concours pour trouver la fille ayant les cheveux les plus longs des Pays-Bas, de Belgique, d'Allemagne et du Royaume-Uni. La grande gagnante fut Patty Gisbers-Jenniskens de Heteren avec une natte de 172 centimètres.

### 2004 – La Petite Fille aux allumettes
Inspiré du conte La Petite Fille aux allumettes ((nl) Het Meisje met de Zwavelstokjes ; (da) Den Lille Pige Med Svovlstikkerne) de Hans Christian Andersen et dessiné par Michel den Dulk.
Le 11 décembre 2004, ce conte fut ouvert pendant le Winter Efteling pour le 200e anniversaire de la naissance de H C Andersen. Il a couté environ 1 300 000 €.
Les visiteurs entrent dans un bâtiment qui abrite une petite ville médiévale. L'intérieur se visite en walkthrough, le premier tableau représente une cité moyenâgeuse lors de la nuit de la Saint Sylvestre.
Avec l'aide d'effets spéciaux et d'animatroniques, La Petite Fille aux allumettes est un des contes les plus touchants du bois.

### 2009 – Cendrillon

#### Histoire et caractéristiques de l'attraction
Inspiré du conte Cendrillon ((nl) Assepoester ; (de) Aschenputtel) des frères Grimm et dessinée par Karel Willemen. Il existe aussi une version plus populaire de ce conte, celle de Charles Perrault.
Le 23 mai 2008, l'arrivée de Cendrillon dans le Bois des contes fut annoncée officiellement pour la plus grande joie des nombreux visiteurs qui demandaient régulièrement l'arrivée de ce conte, qui figure parmi les plus connus et qui manquait au bois. Les visiteurs peuvent découvrir Cendrillon depuis le 1er avril 2009.
Le visiteur entre en walkthrough dans un manoir pour découvrir l'unique lieu de vie de Cendrillon : la cuisine. La scène dotée d'animatroniques est — comme beaucoup d'autres réalisations — dans la même esthétique que celle d'Anton Pieck. La belle-mère est rapidement venue épier discrètement les visiteurs. En effet, prenez attention, elle se cache derrière une des fenêtres du 1er étage.
Cendrillon est en outre présente à Efteling depuis 1963 grâce à la présence d'une pantoufle dans une vitrine du Musée Efteling.
En 2007 et 2008, les planches du Théâtre Efteling accueillirent la comédie musicale Cendrillon.

#### Résumé du conte
Cendrillon vivait dans une grande demeure avec son père, sa méchante belle-mère et ses deux horribles belles-sœurs. Du matin au soir, Cendrillon devait nettoyer, astiquer, cuisiner. Jamais, elle n'avait une minute à elle. Un jour, une invitation arriva pour un grand bal au palais. Cendrillon voulait y aller elle aussi, mais la marâtre refusa. Une fois ses belles-sœurs en route vers le palais, Cendrillon vit soudain une lumière vive et sa marraine la fée apparut. En deux coups de baguette magique, la fée fit apparaître un magnifique carrosse, six chevaux blancs, un cocher et six superbes laquais. Mais Cendrillon ne pouvait tout de même pas se rendre au bal dans son tablier de servante. La fée lui confectionna alors une magnifique robe de bal et des pantoufles de verre. Elle conduisit Cendrillon au bal et l'avertit : « N'oublie pas, l'enchantement prendra fin au 12e coup de minuit. » Lorsqu'elle arriva au palais, tout le monde crut voir une princesse. Le prince dansa toute la soirée avec Cendrillon. Mais soudain, la cloche sonna minuit. Cendrillon devait filer. Elle dévala les escaliers du palais et perdit une de ses pantoufles de verre. Le prince pourra-t-il un jour retrouver sa Cendrillon?

### 2010 – L'Arbre des contes

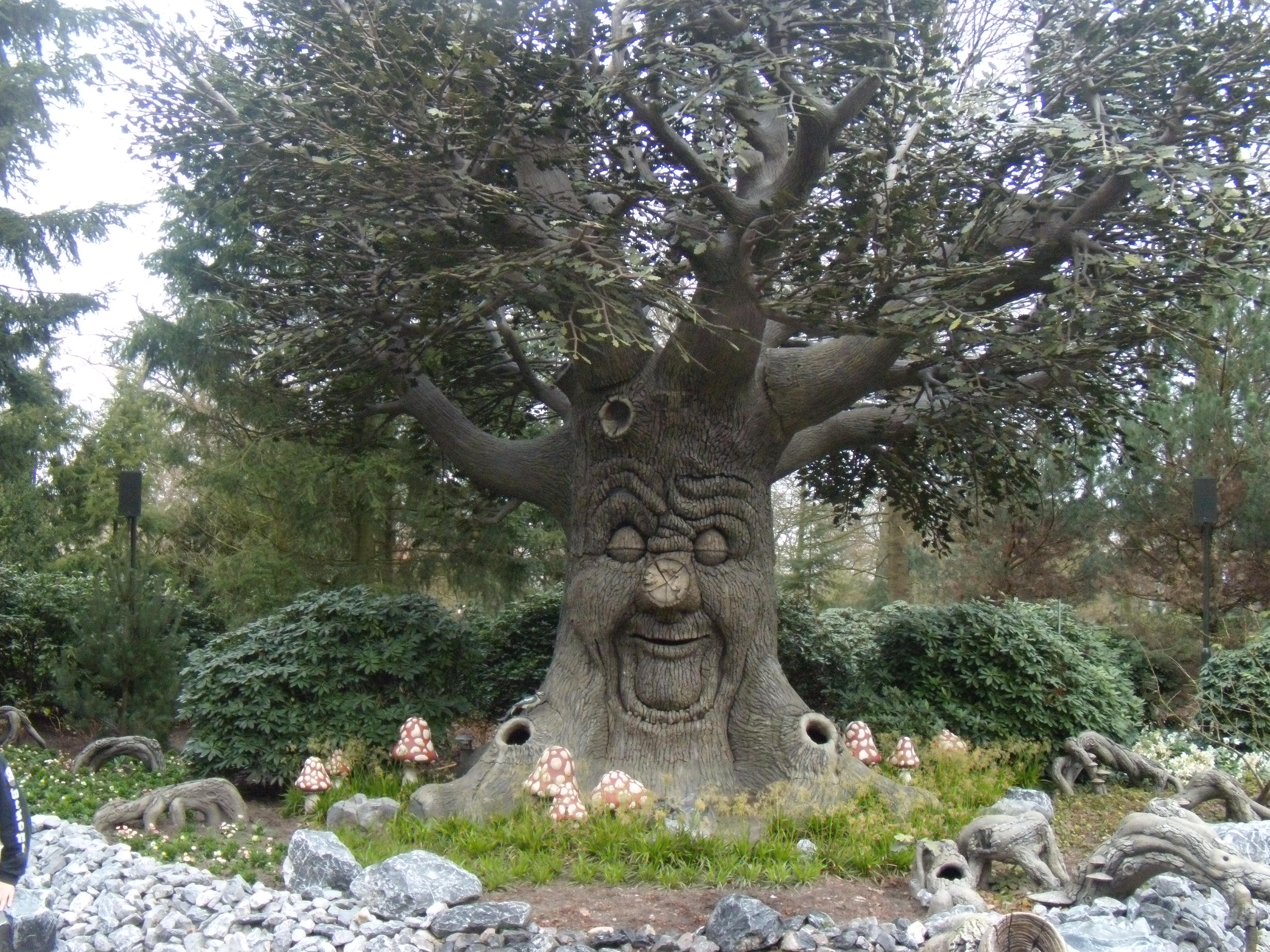
Sprookjesboom.

Inspiré de la série d'animation L'Arbre des contes ((nl) Sprookjesboom) et dessiné par Karel Willemen. Celle-ci est diffusée aux Pays-Bas, en Belgique néerlandophone et en Allemagne. Doublée en français, la chaîne belge Club RTL propose ce programme renommé l'arbre des contes depuis avril 2014. Cette série d'animation est réalisée et produite par Efteling Media.
C'est la première fois qu'Efteling ne se base pas sur un conte déjà existant ou sur un conte créé expressément pour être construit dans le Sprookjesbos.
Les dimensions de l'arbre animatronique sont de 13 mètres de haut et 13 mètres de large. Il est constitué de 1 500 branches et de 50 000 feuilles. La construction de celui-ci revient à 3,5 millions €. Inauguré le 31 mars 2010, l'arbre bénéficie de plusieurs effets (il parle et sa structure entière — tronc, branches, feuilles — se meut) mais aussi d'interactivité avec les visiteurs. Il abrite de petits animaux espiègles de la forêt (dont un pivert et un écureuil). Pour la création de l'Arbre des contes, Efteling collabore avec la société néerlandaise JoraVision.
En 2009, les planches du Théâtre Efteling accueillirent la comédie musicale L'Arbre des contes.

### 2012 – Les Habits neufs de l'empereur

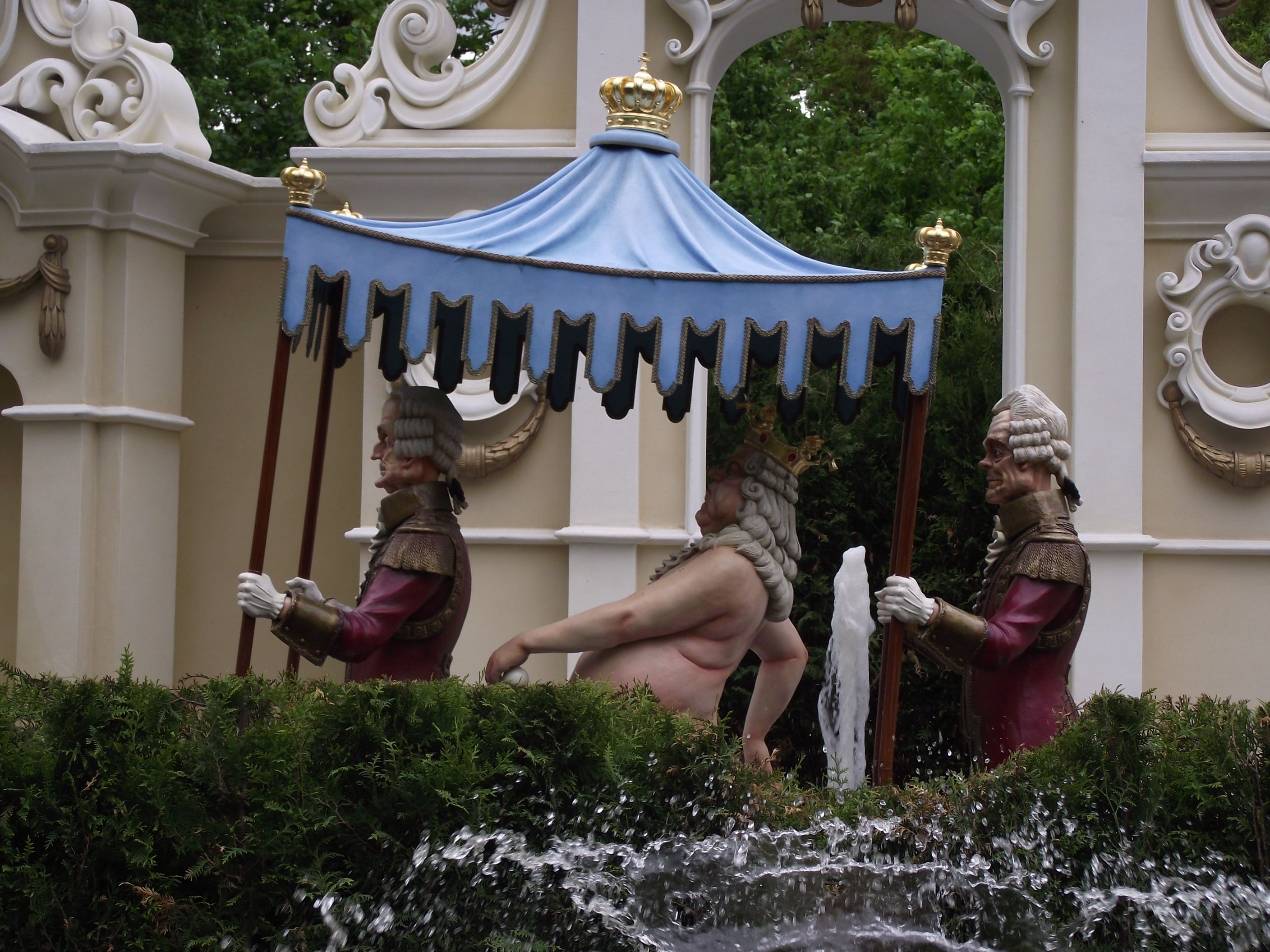
Représentation du conte Les Habits neufs de l'empereur.

Inspiré du conte Les Habits neufs de l'empereur ((nl) De Nieuwe Kleren van de Keizer ; (da) Kejserens nye klæder) de Hans Christian Andersen.
Le 18 avril 2011, le parc annonce l'ouverture de ce conte pour le 60e anniversaire d'Efteling. Une demande de permis fut introduite auprès de la commune de Loon op Zand et les plans sont consultables à partir du 11 mars 2011. Conçu par Pim-Martijn Sanders, le conte ouvre au public le 8 novembre 2012. Sa construction revient à 1,6 million d'euros.

### 2016 – Pinocchio

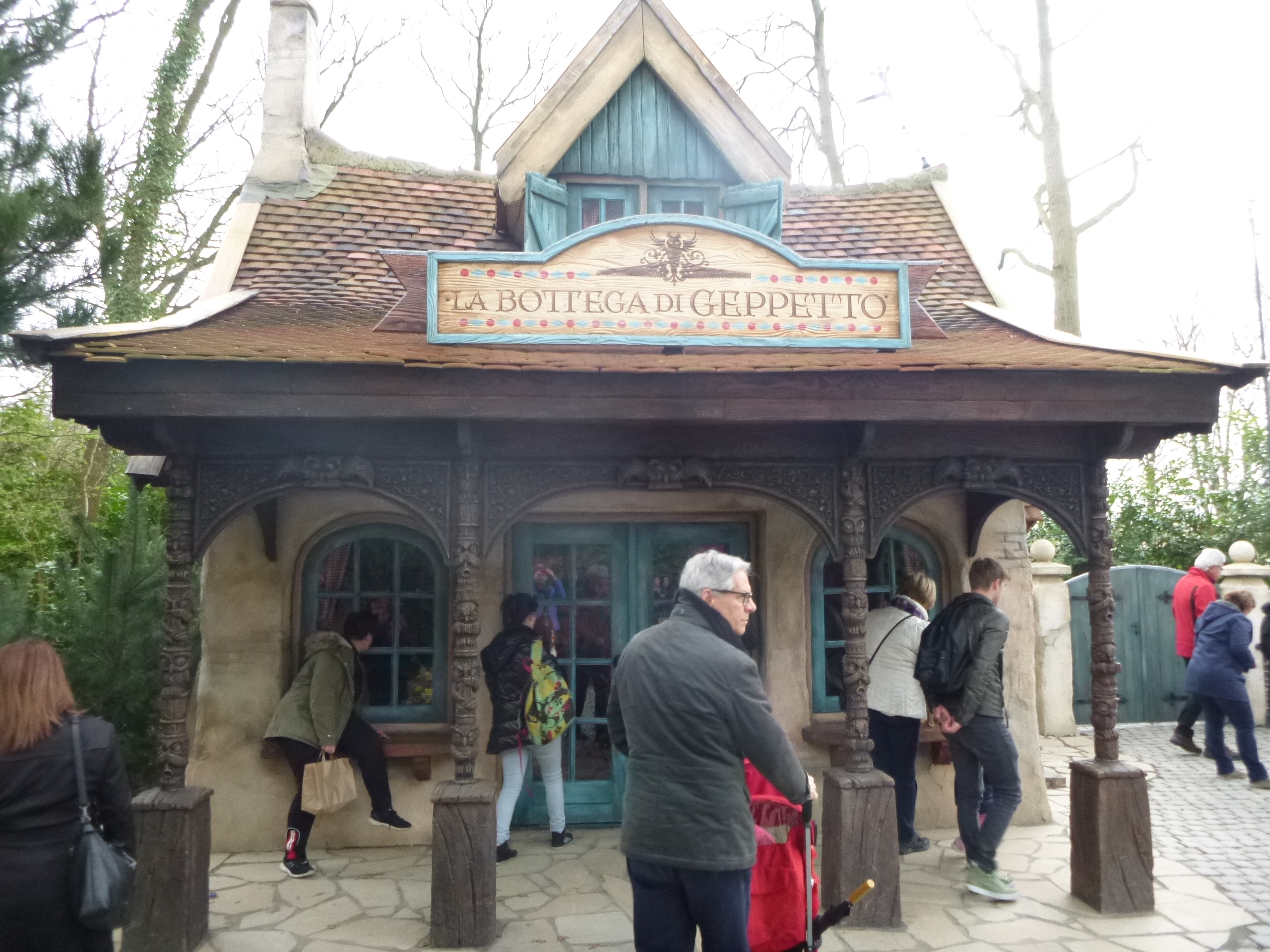
La Bottega di Geppetto.

Inspiré du conte Pinocchio ((nl) Pinokkio) de Carlo Collodi.
Pinocchio est le cinquième conte rencontré sur la route du bois des contes de fées,. Ouvert au printemps de 2016, il est le vingt-neuvième conte inauguré dans le parc. L'annonce du projet se fait le 1er juin 2015 et la construction commence en octobre. Robert-Jaap Jansen est l'un des concepteurs avec l'italien Alessio Castellani, auparavant responsable des productions médiatiques Efteling. D'un coût de deux millions d'euros, il prend place près de la Soldatenpoort à l'endroit où se dressait le point horeca inutilisé In de Noordpool et Boekanier Gijs. Ce dernier est dorénavant situé près du Vliegende Hollander.
Le conte est composé de trois scènes avec La Bottega di Geppetto, le Chat et le Renard ainsi que le poisson monstrueux.
De septembre 2015 à février 2016, le Théâtre Efteling programme la comédie musicale Pinocchio.

### 2019 – Les Six Frères Cygnes
Inspiré du conte Les Six Cygnes ((nl) De zes zwanen ; (de) Die sechs Schwäne) des frères Grimm, ce trentième conte est officiellement ouvert au public le 28 septembre 2019. Sa construction revient à près de 2,5 millions d'euros. Situé dans une zone de quinze ares, soit 1 500 m2, il s'agit du premier conte de fées doté d'un système de transport. Sander de Bruijn est le concepteur des Six Frères Cygnes et l'entreprise ayant fabriqué le système de locomotion est Metallbau Emmeln,.
Il prend place entre les contes de Blanche-Neige et de Cendrillon près de la place Herauten Plein. Le conte est représenté sous la forme d'un bassin de 12,5 mètres de diamètre sur lequel évoluent six gondoles en formes de cygnes, qui passent dans une grotte, sous un château. Les visiteurs ont la possibilité de monter sur ces gondoles ou encore de visiter la scène du château.

### 2025 – La Princesse au petit pois
La Princesse au petit pois ((nl) De Prinses op de Erwt) de Hans Christian Andersen, ouvre ses portes le 14 mai 2025. Situé dans un belvédère à l'ombre du Grand Hôtel Efteling, la Princesse au petit pois propose une narration musicale chantée par Geike Arnaert.